# Gnaphalieae
Die Tribus Gnaphalieae gehört zur Unterfamilie Asteroideae innerhalb der Pflanzenfamilie der Korbblütler (Asteraceae). Sie enthält 178 bis 184 oder bis zu 187 Gattungen mit 1240 bis über 2100 Arten und ist damit die artenreichste Tribus der Familie Asteraceae.

## Beschreibung

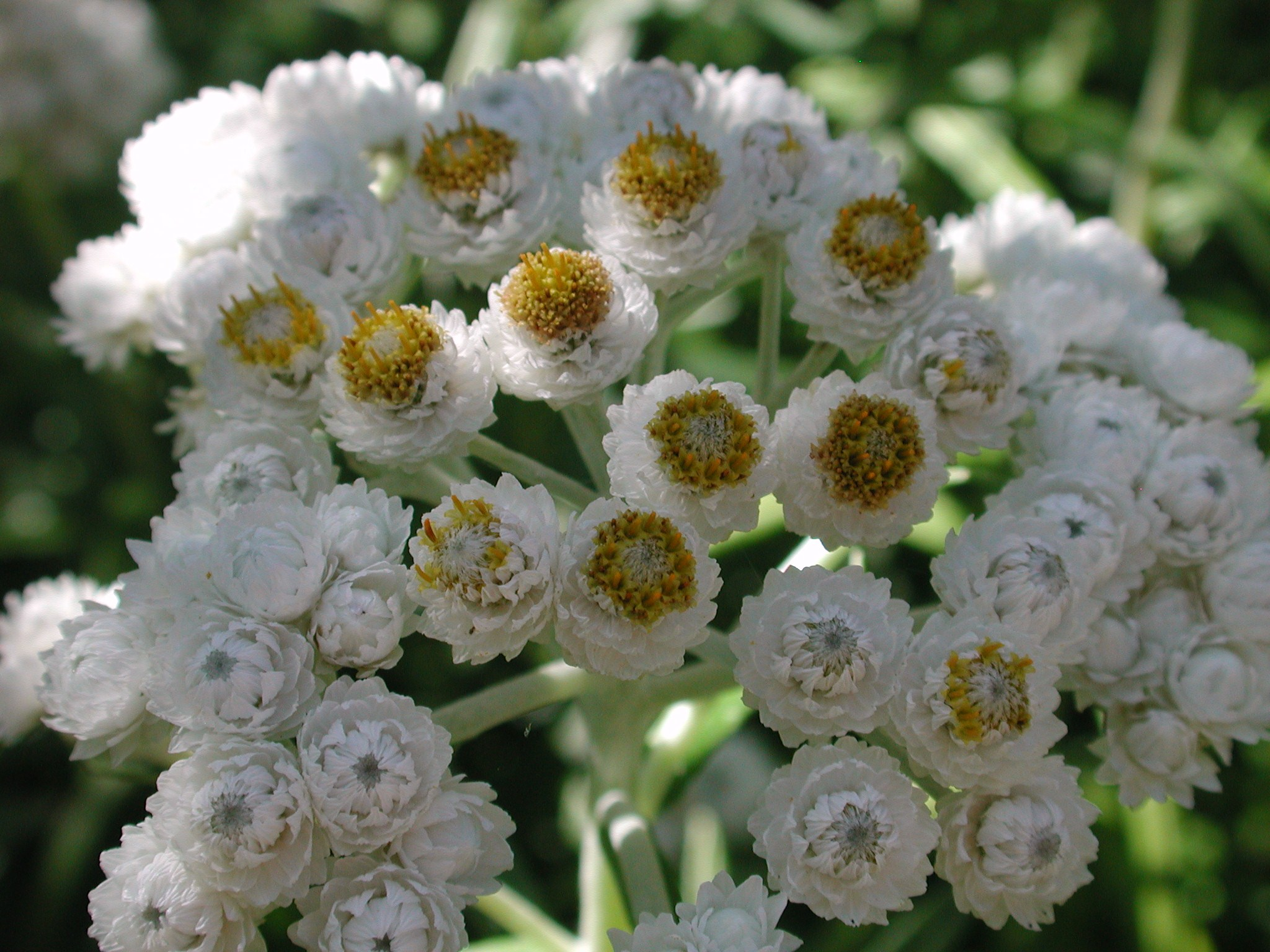
Gesamtblütenstand mit vielen Blütenkörbchen der Silberimmortelle (Anaphalis margaritacea)

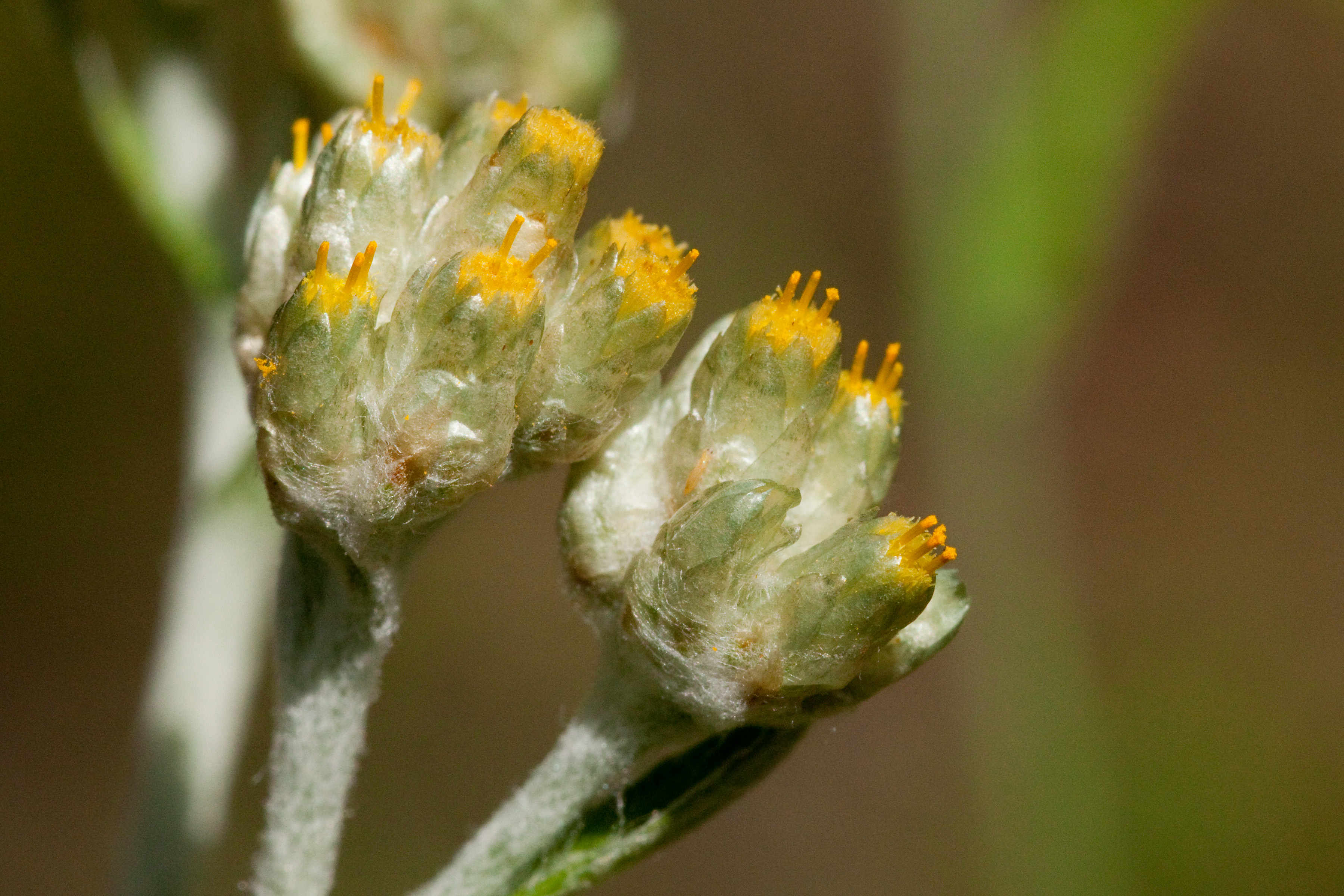
Gesamtblütenstand mit Blütenkörbchen und Röhrenblüten von Pseudognaphalium macounii

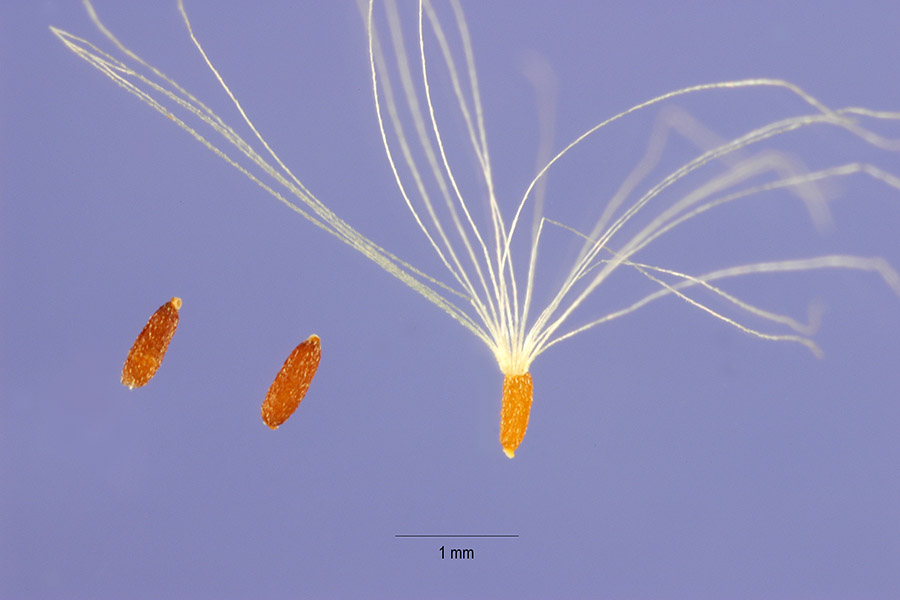
Achäne mit Pappus der Silberimmortelle (Anaphalis margaritacea)

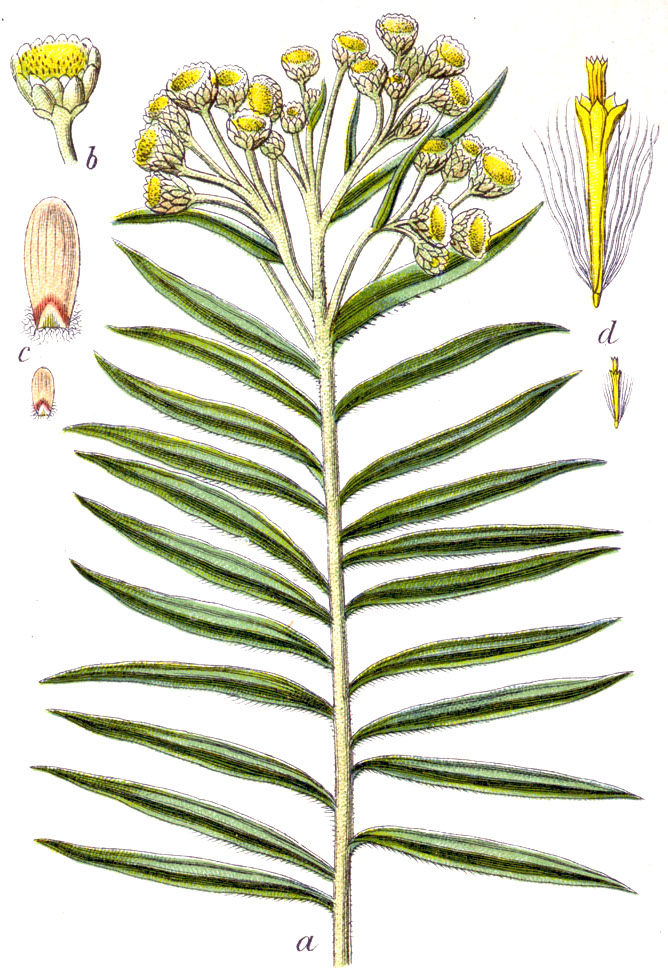
Illustration der Silberimmortelle (Anaphalis margaritacea) aus Sturm

### Erscheinungsbild und Laubblätter
Es sind einjährige bis ausdauernde krautige Pflanzen, oder verholzende Pflanzen: Halbsträucher bis Sträucher. Die einjährigen Arten sind mehr oder weniger wollig behaart und erreichen oft nur Wuchshöhen von 1 bis 10 Zentimetern.
Die grundständig in Rosetten und/oder am Stängel verteilt, meist wechselständig, selten gegenständig angeordneten Laubblätter sind gestielt oder ungestielt. Die Basis der Blattstiele läuft oft am Stängel entlang abwärts. Die Blattspreiten sind meist einfach. Die Blattränder sind meist glatt oder selten gezähnt und oft nach unten oder oben eingerollt. Die Blattflächen sind oft wollig oder filzig und/oder drüsig behaart.

### Blütenstände und Blüten
Die körbchenförmigen Blütenstände stehen selten einzeln, meist an verzweigten, doldentraubigen, rispigen oder traubigen Gesamtblütenständen zusammen. Die Blütenkörbe sind meist scheibenförmig. Ein bis zwei oder zwölf bis über dreißig mehr oder weniger in Form und Größe verschiedene Hüllblätter stehen in meist drei bis mehr als zehn Reihen zusammen, selten fehlen sie. Die Hüllblätter sind oft wollig behaart, weiß oder leuchtend gefärbt (gelb, rosa- oder purpurfarben) und ihre Ränder und/oder Spitzen sind meist deutlich papierartig. Der meist flache bis konvexe, manchmal kegel- bis mehr oder weniger säulenförmige Korbboden besitzt meist kein Spreublätter (Palae); falls Spreublätter vorhanden sind, können diese manchmal die weiblichen Blüten umhüllen.
Im körbchenförmigen Blütenstand meist heterogam, manchmal homogam und befinden sich selten Zungenblüten und meist nur Röhrenblüten. Nur selten werden am Rand des Blütenkorbes weibliche, mehr oder weniger zygomorphe Blüten als Zungenblüten interpretiert. Meist gibt es am Blütenkorbrand ein bis mehr als drei Reihen meist weibliche, oft über 100 Röhrenblüten, die meist gelb oder purpurfarben bis weißlich sind, sie werden auf Grund ihrer Lage auch Strahlenblüten genannt (beachte, dass das bei den meisten anderen Asteraceae dann Zungenblüten sind). Die selten nur ein bis zehn, meist mehr Scheibenblüten sind meist radiärsymmetrische Röhrenblüten, die zwittrig oder weiblich und fertil sind. Es gibt, oft 100 oder mehr, randliche, weibliche Blüten in ein bis drei oder mehr Reihen; ihre gelbe oder purpurfarbene bis weißliche, manchmal rotgefleckte Krone ist radiärsymmetrisch und fast fadenförmig. Die inneren, manchmal nur ein bis zehn meist mehr Röhrenblüten sind zwittrig oder funktional männlich; ihre gelbe oder purpurfarbene, manchmal rotgefleckte Krone ist radiärsymmetrisch und endet in selten vier, meist fünf Kronzipfeln, die meist nur als Kronzähne erkennbar sind, selten lanzettlich-eiförmig bis lanzettlich sind. Die Staubbeutel sind meist an ihrer Basis mehr oder weniger geschwänzt und besitzen hauptsächlich eiförmige bis lanzettlich-eiförmige oder linealische, meist flache Anhängsel. Am unterseits kahlen oder papillösen Griffel sind die zwei Narbenäste mehr oder weniger linealisch mit oberseits zwei stigmatischen Linien auf ihrer ganzen Länge und ihr oberes Ende ist gestutzt oder gestutzt-pinselförmig; es sind meist keine Anhängsel erkennbar.

### Früchte
Alle Achänen eines Fruchtstandes sind meist gleich; sie sind ei- oder verkehrt-eiförmig, abgeflacht und glatt, behaart oder mehr oder weniger papillös und meist zwei-, drei- oder fünfrippig. In dieser Tribus ist meist ein Pappus vorhanden aus meist bärtigen bis selten fedrigen Pappusborsten oder Schuppen, manchmal ist es eine Kombination aus Borsten und Schuppen.

## Systematik und Verbreitung

### Taxonomie
Der Name Gnaphalieae wurde zuerst ungültig durch Alexandre Henri Gabriel de Cassini veröffentlicht. Die Tribus Gnaphalieae wurde 1831 gültig in Henri Lecoq und Jules Juillet in Dictionnaire Raisonne des Termes de Botanique et des Familles Naturelles. Paris, 296 veröffentlicht. Ein Synonym für Gnaphalieae Cass. ex Lecoq & Juill. ist Gnaphaliinae Dumort.

### Äußere Systematik
Die Tribus Gnaphalieae wurde aus der früher viel größeren Tribus Inuleae ausgegliedert. Am nächsten verwandt sind die Tribus Anthemideae, Astereae und Calenduleae in der Unterfamilie Asteroideae innerhalb der Familie Asteraceae.

### Verbreitung
Die Taxa der Tribus Gnaphalieae sind sowohl in der Alten Welt als auch der Neuen Welt verbreitet. Sie gedeihen in tropischen, subtropischen, gemäßigten und arktischen oder alpinen Gebieten. Die Zentren der Artenvielfalt sind die Capensis und Australien. Einige Arten sind Neophyten in vielen Ländern der Welt.
Die größte Artenvielfalt gibt es in Südafrika mit 174 Gattungen, von denen 80 nur dort vorkommen, mit insgesamt 2072 Arten. In Australien gibt es etwa 84 Gattungen, davon sind 28 monotypisch und nur zehn mit mehr als zehn Arten, mit insgesamt etwa 475 Arten. In Südamerika kommen 19 bis 20 Gattungen etwa 111 Arten vor. Auch in Nordamerika kommen 19 Gattungen mit etwa 111 Arten vor. Die Subtribus Relhaniinae gibt es mit etwa 19 Gattungen nur in Afrika. In Pakistan gibt es etwa zwölf Gattungen mit etwa 45 Arten. Im eurasischen Teil der Nordhalbkugel gibt es nur wenige Gattungen, beispielsweise Antennaria, Leontopodium und Gnaphalium.

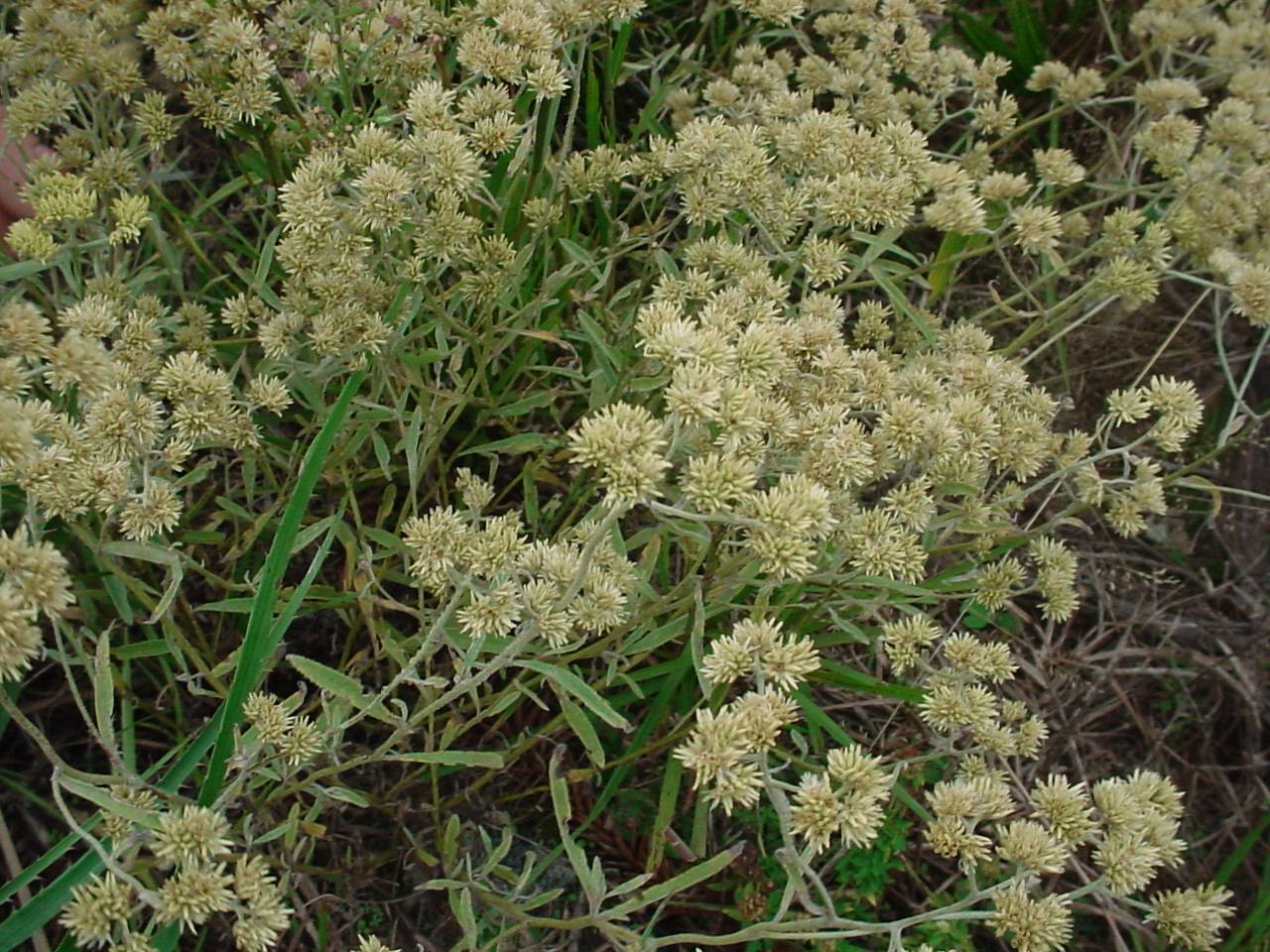
Habitus von Achyrocline satureioides

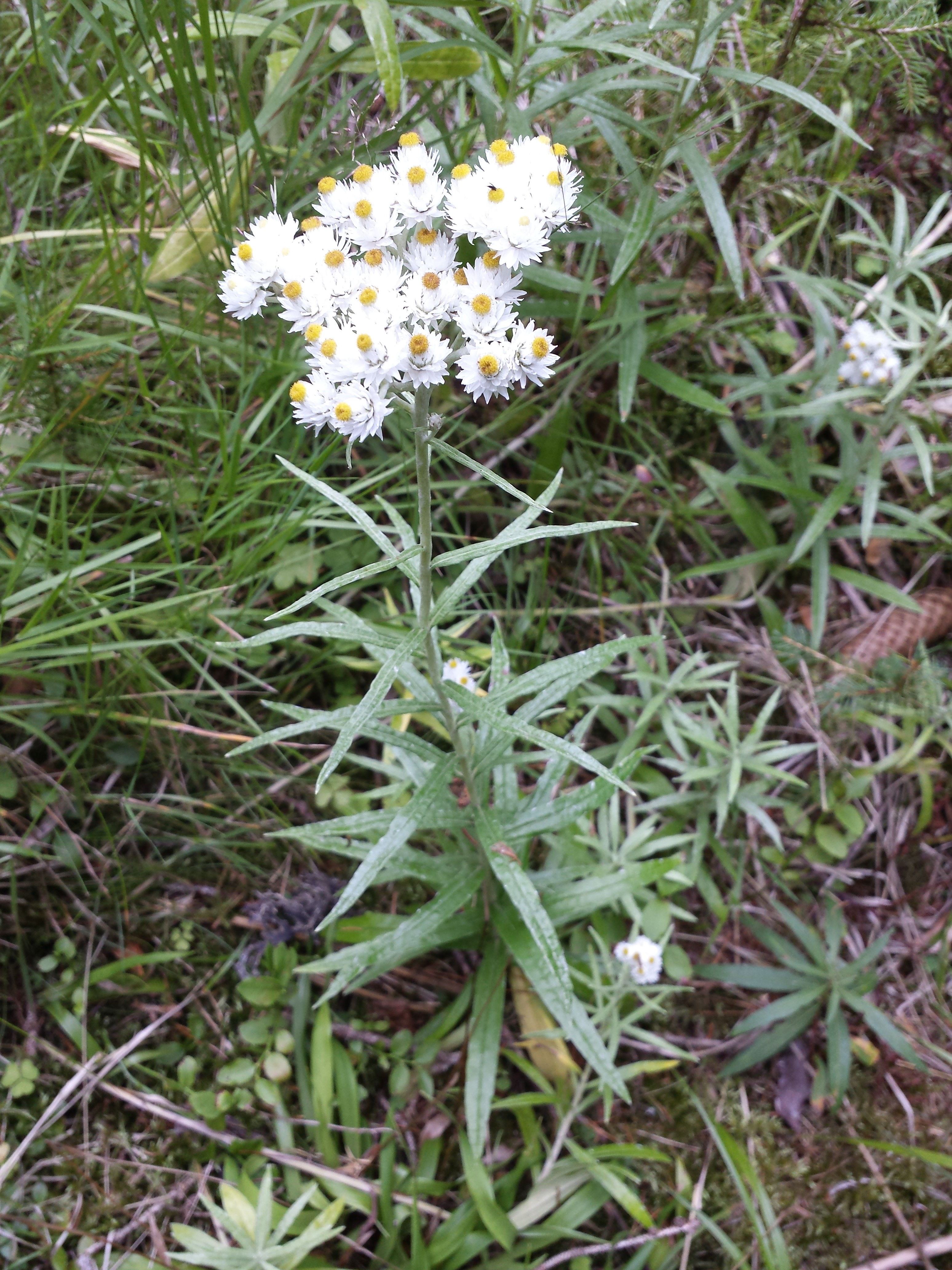
Habitus, Laubblätter und Gesamtblütenstand der Silberimmortelle (Anaphalis margaritacea)

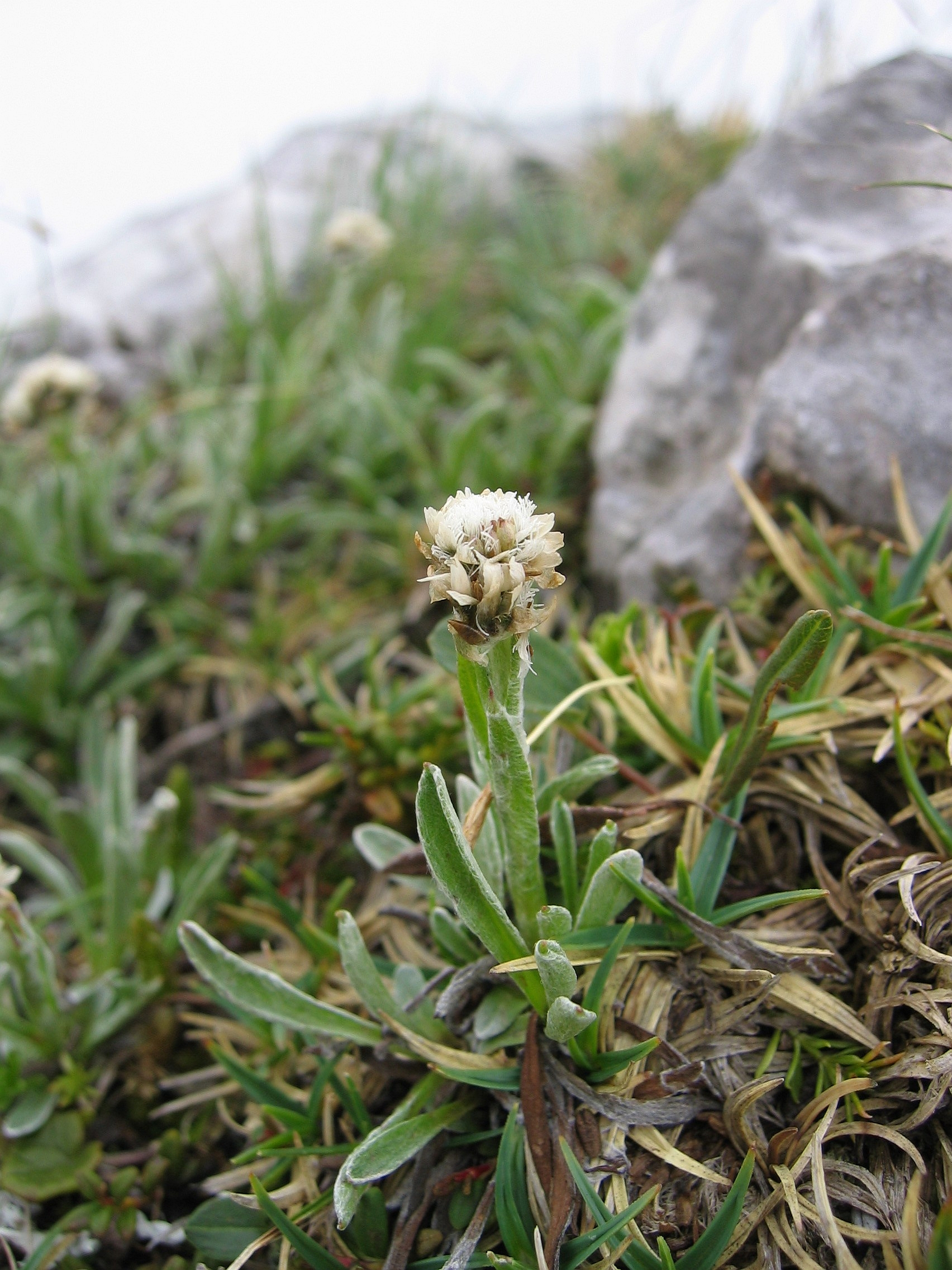
Karpaten-Katzenpfötchen (Antennaria carpatica)

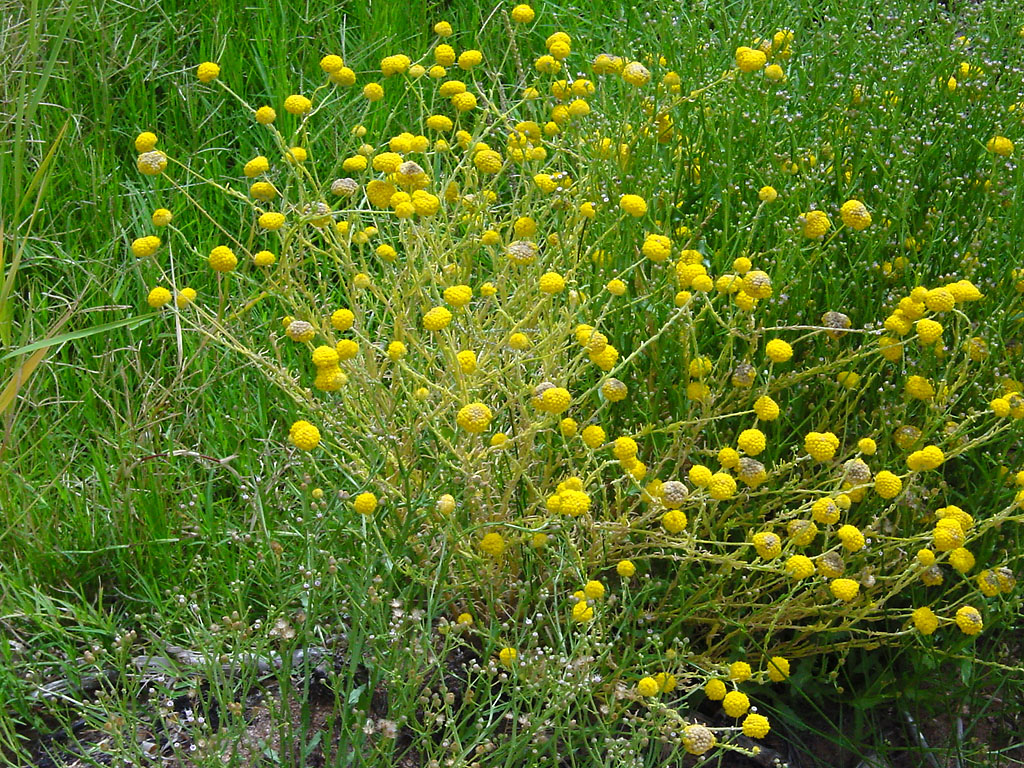
Calocephalus platycephalus

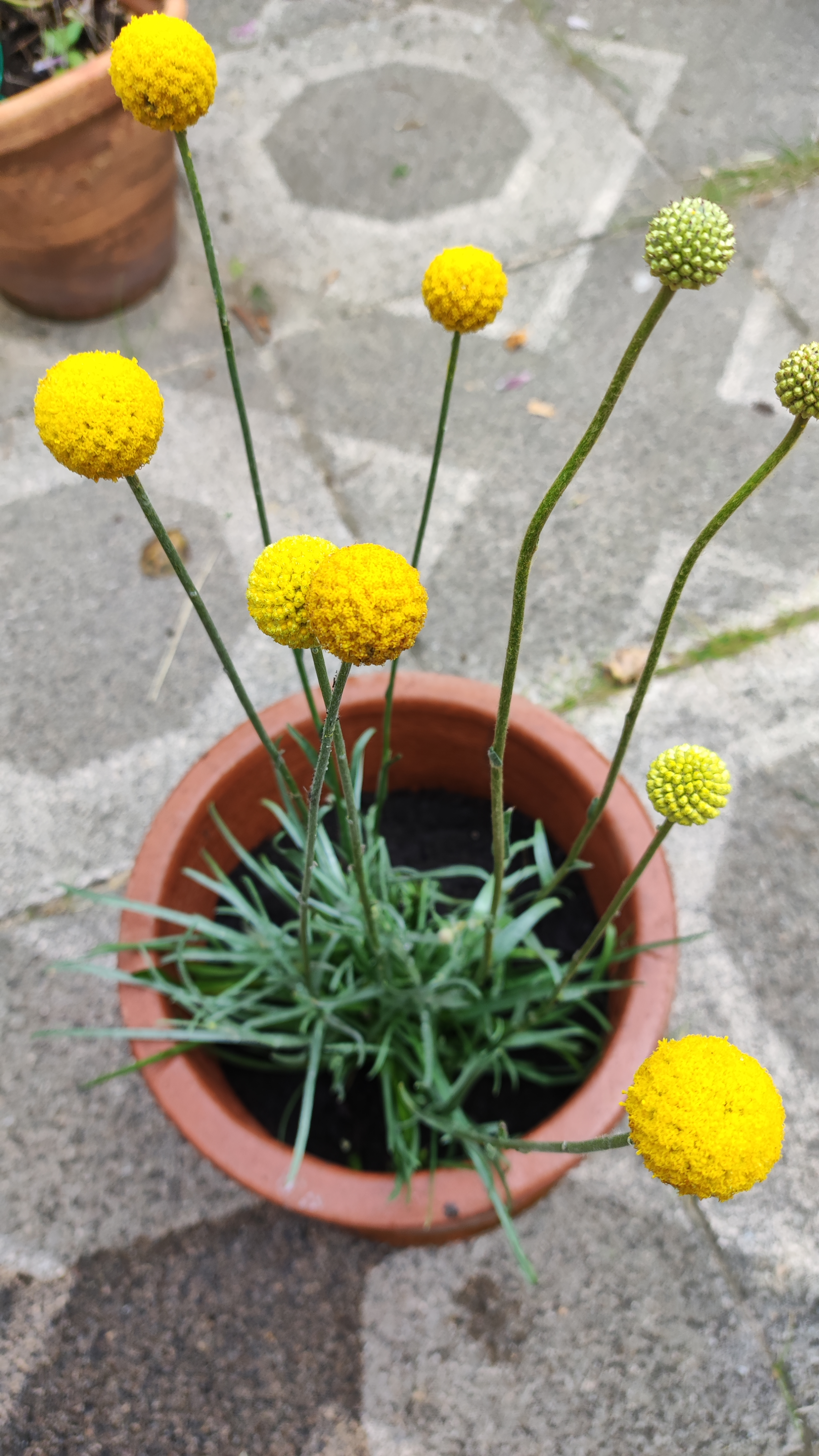
Trommelstöckchen (Craspedia globosa) als Garten- und Balkonpflanze

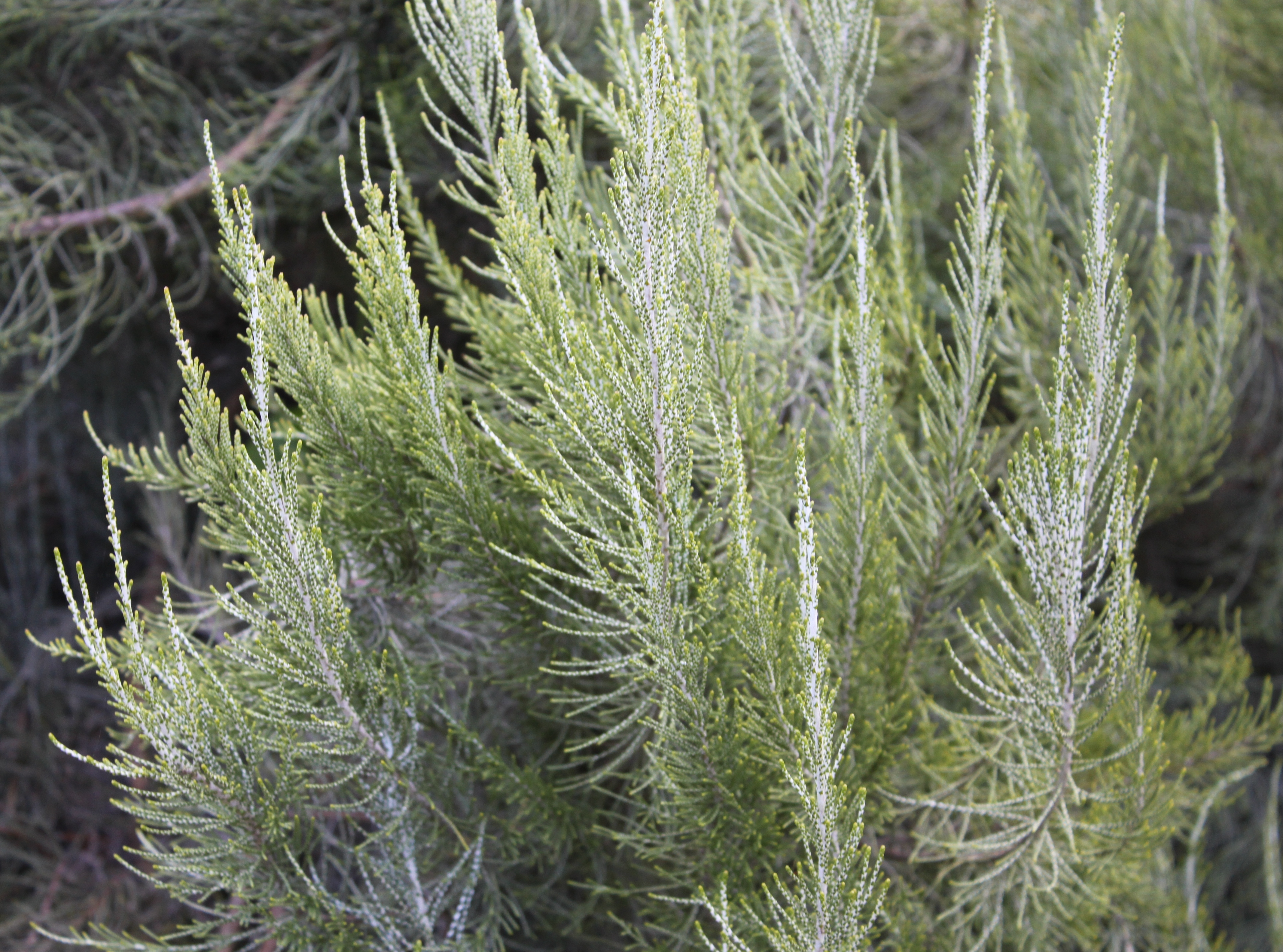
Habitus von Elytropappus rhinocerotis

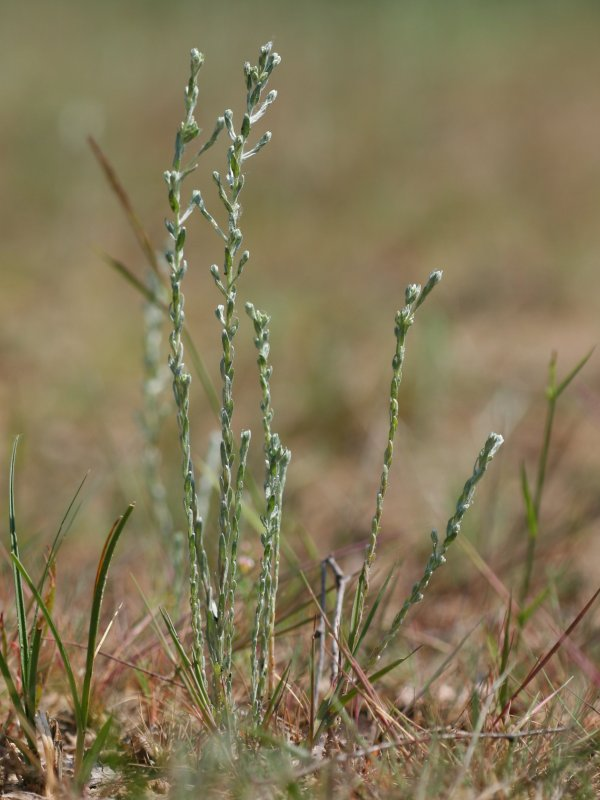
Zwerg-Filzkraut (Filago minima)

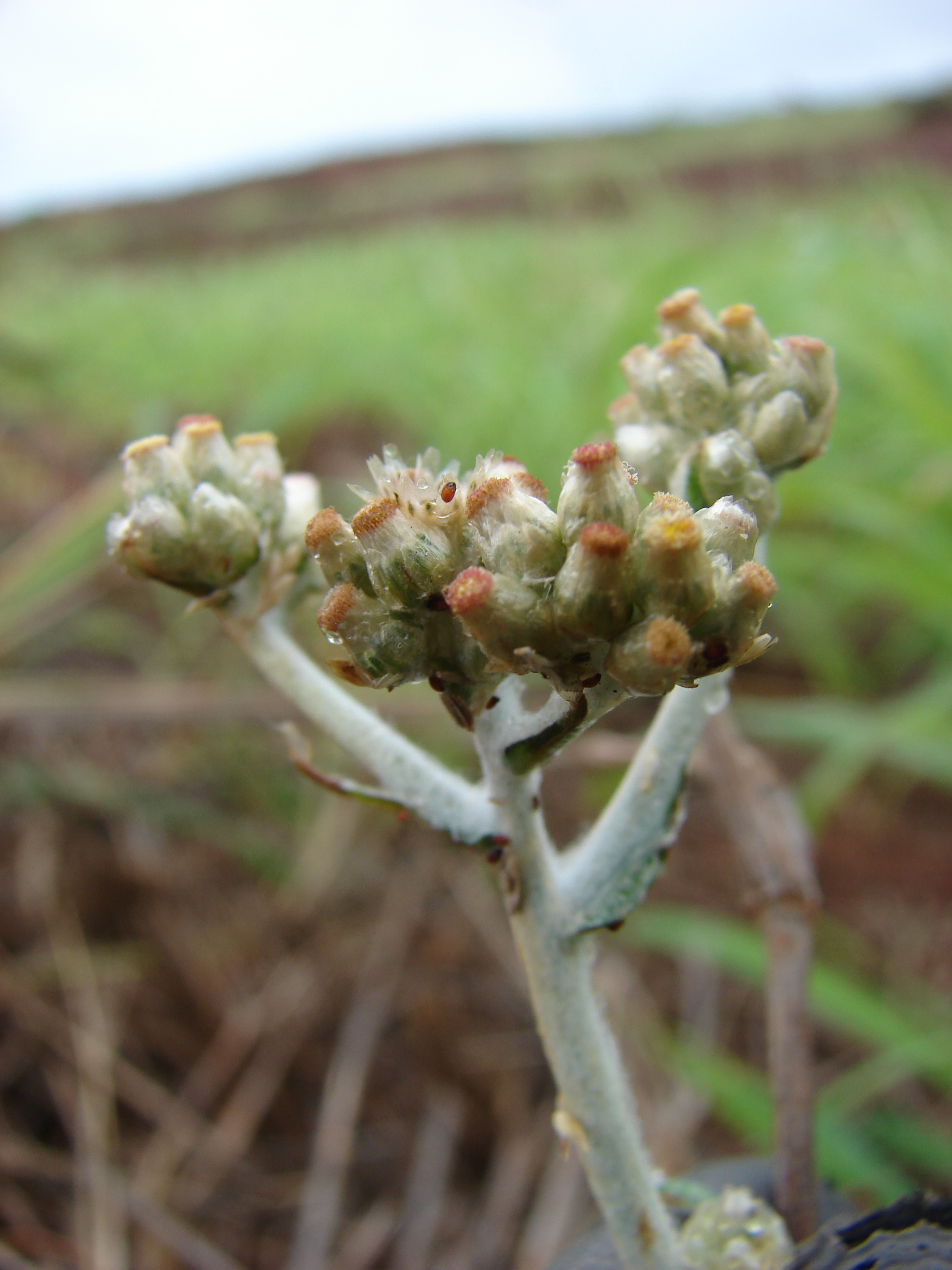
Gesamtblütenstand mit einigen Blütenkörben von Gamochaeta purpurea

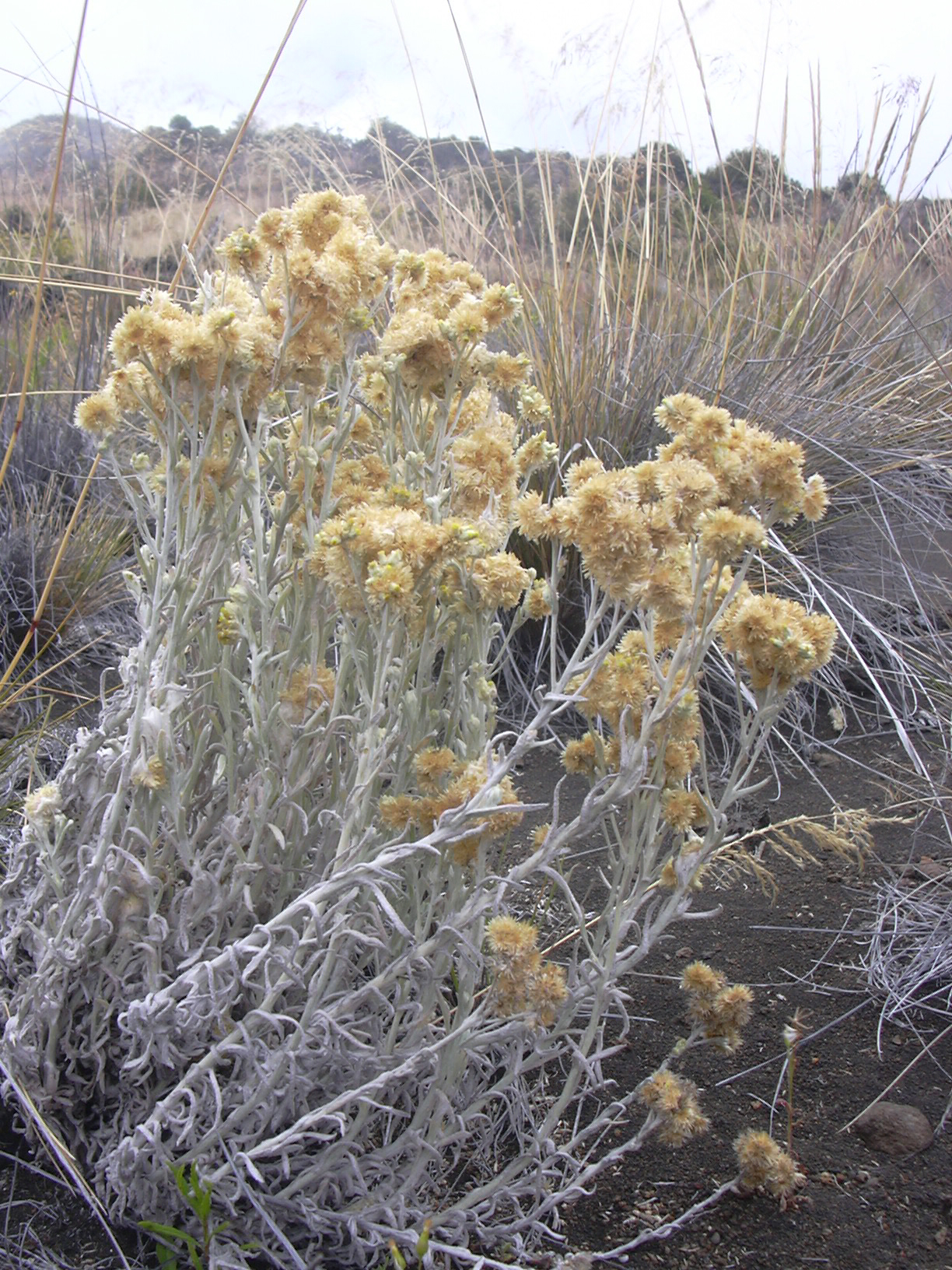
Gnaphalium sandwicensium

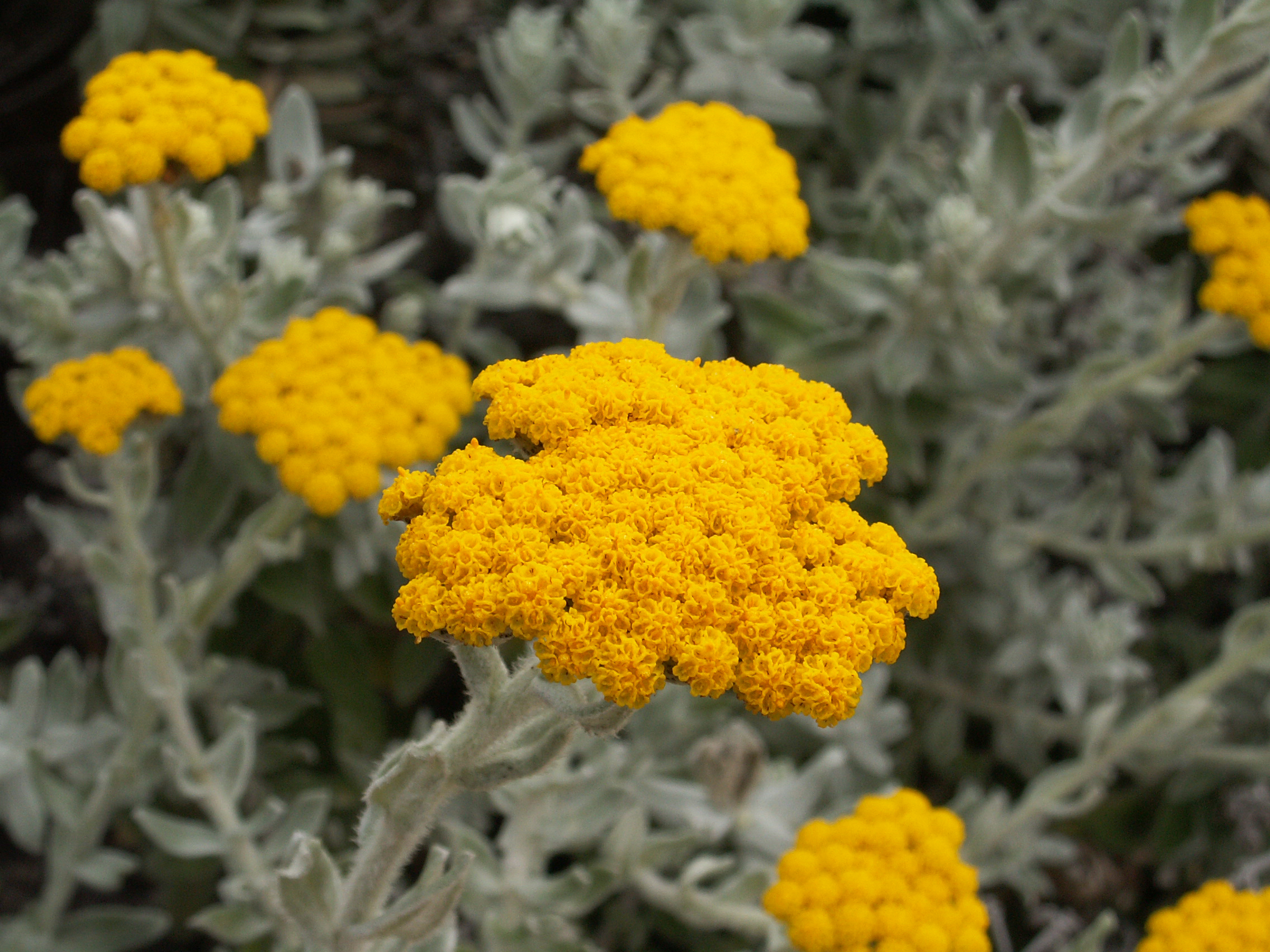
Helichrysum moeserianum

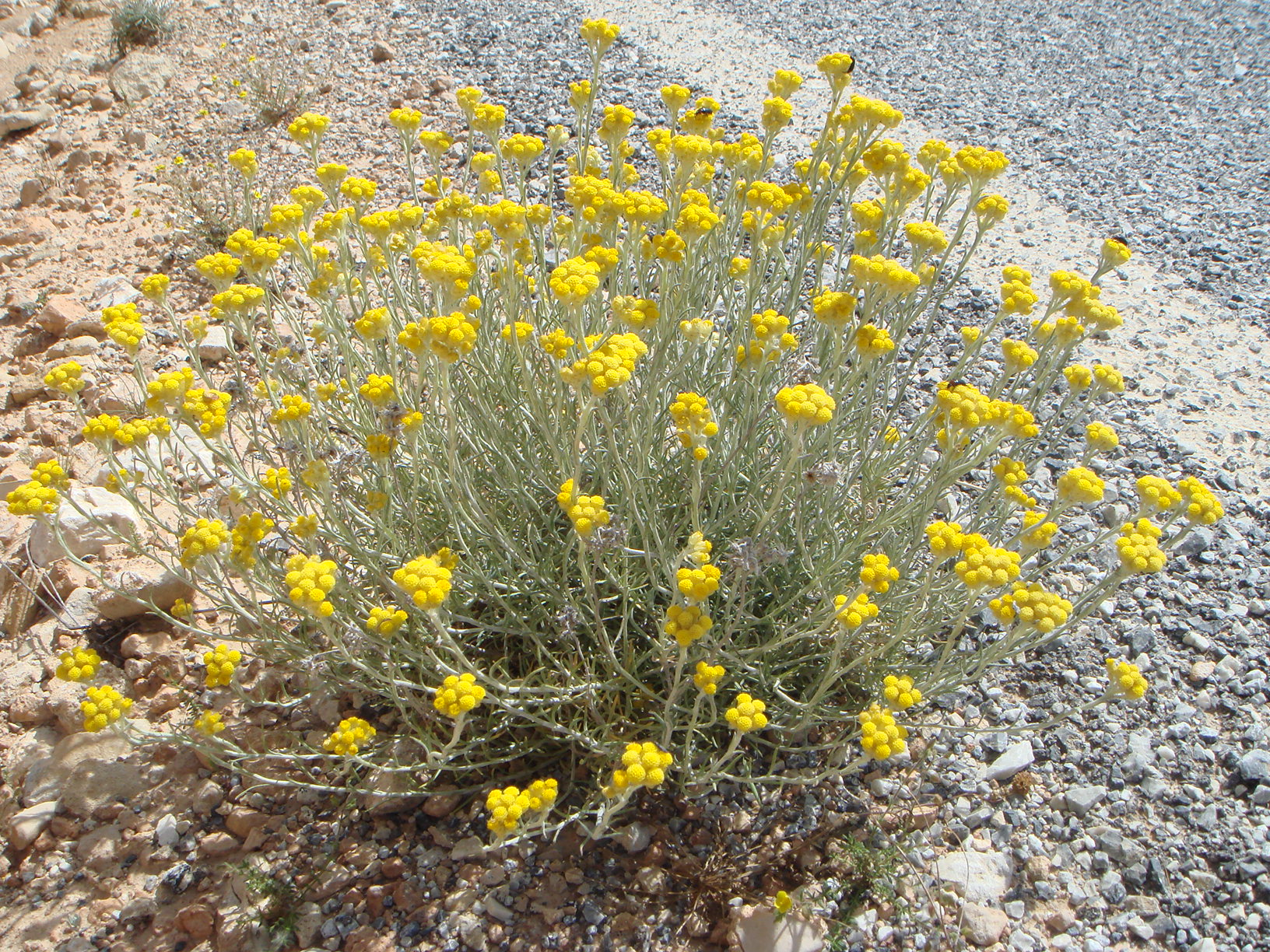
Mittelmeer-Strohblume (Helichrysum stoechas)

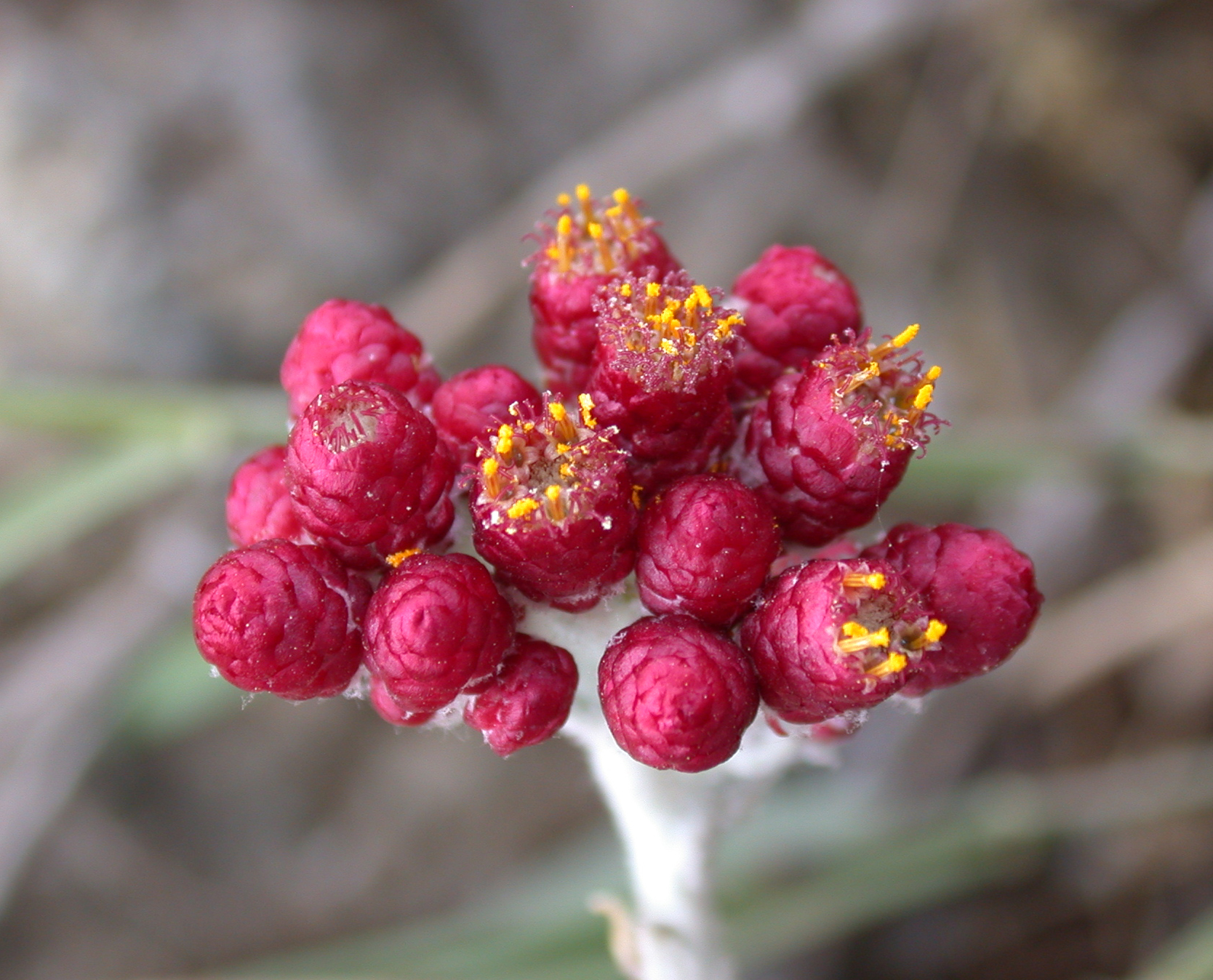
Gesamtblütenstand mit vielen Blütenkörben mit roten Hüllblättern und darin viele Einzelblüten von Helichrysum sanguineum

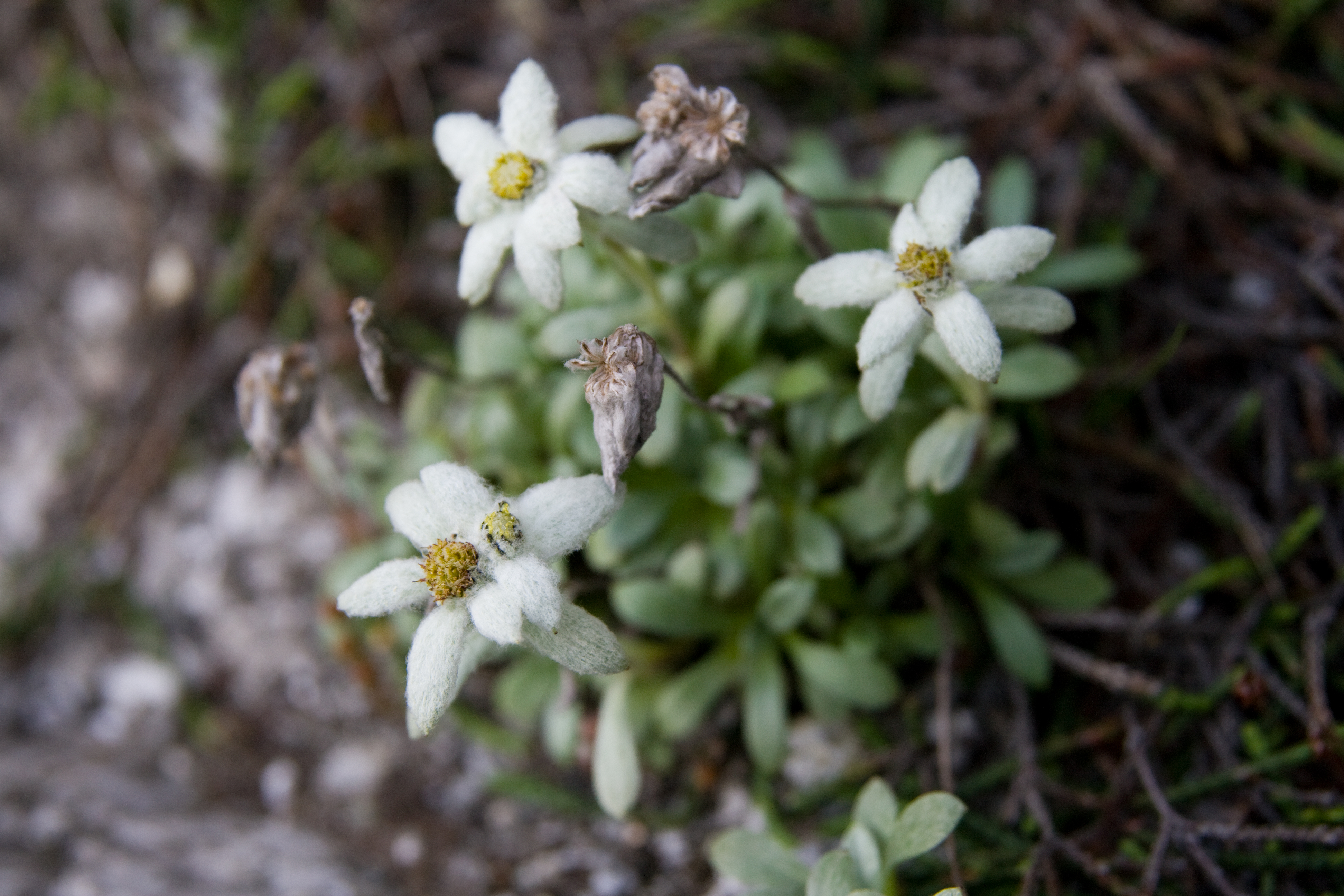
Leontopodium shinanense

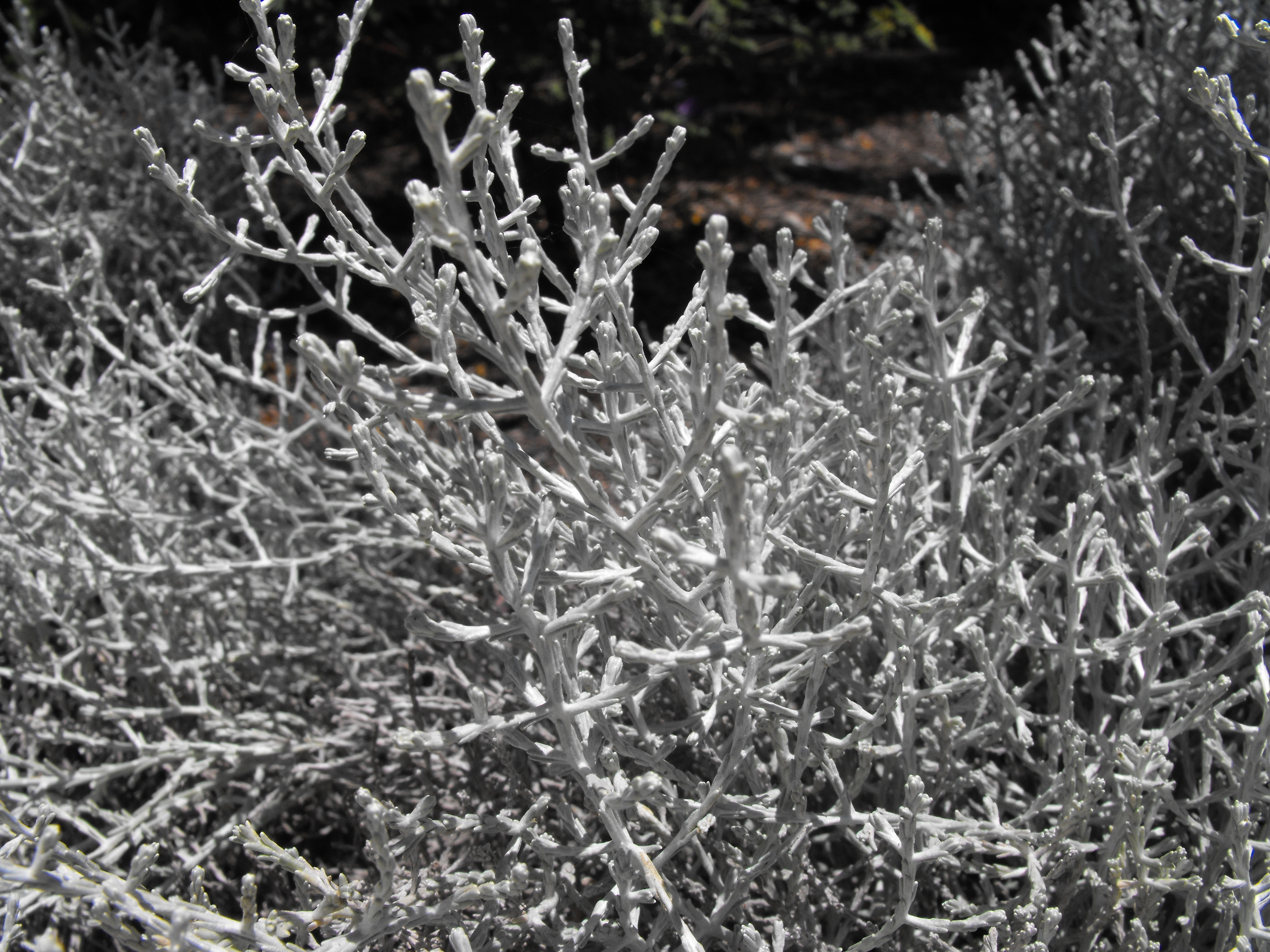
Leucophyta brownii, Syn.: Calocephalus brownii, selten auch Gitterkraut oder Silberköpfchen genannt, sie wird als Zierpflanze verwendet

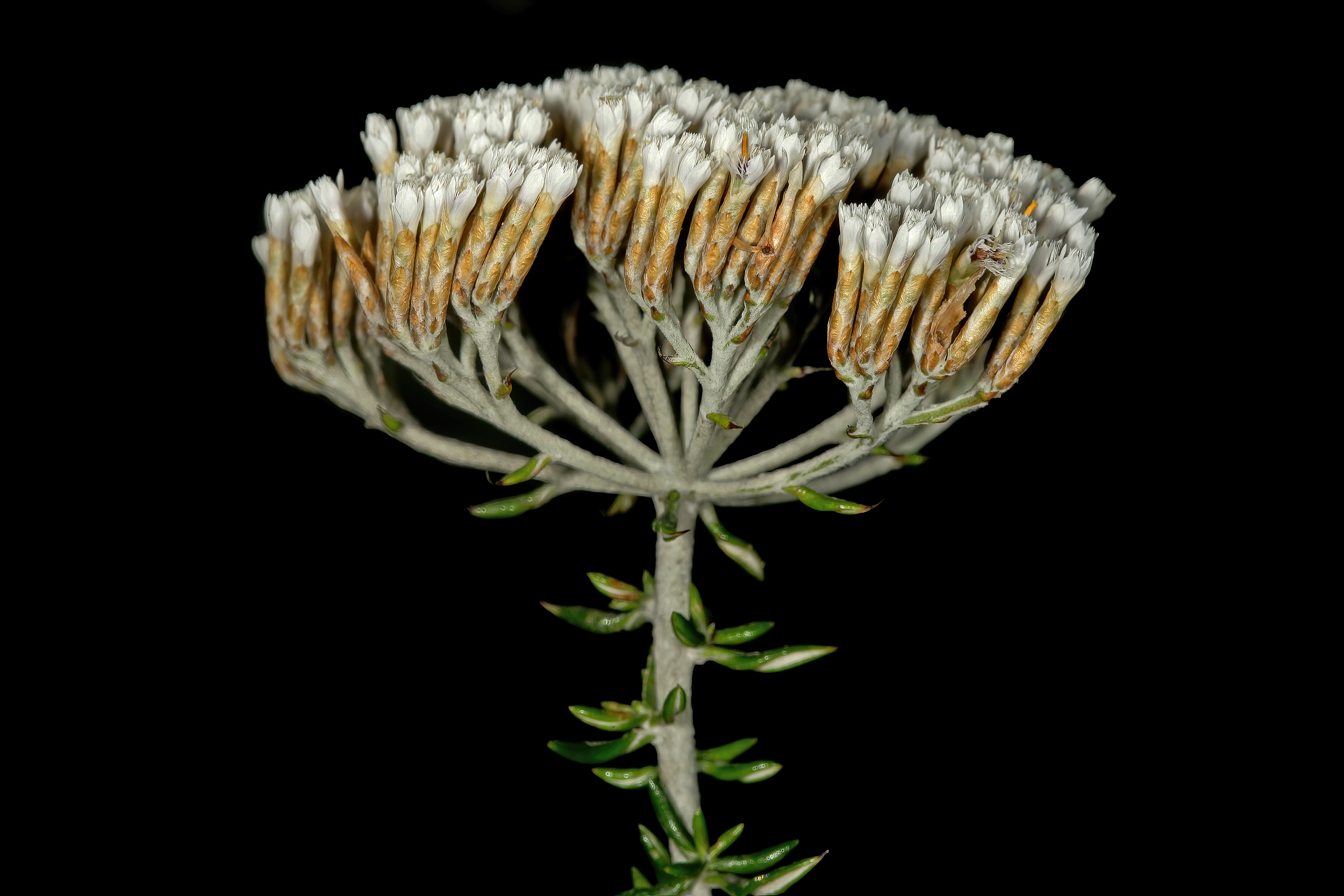
Metalasia muricata

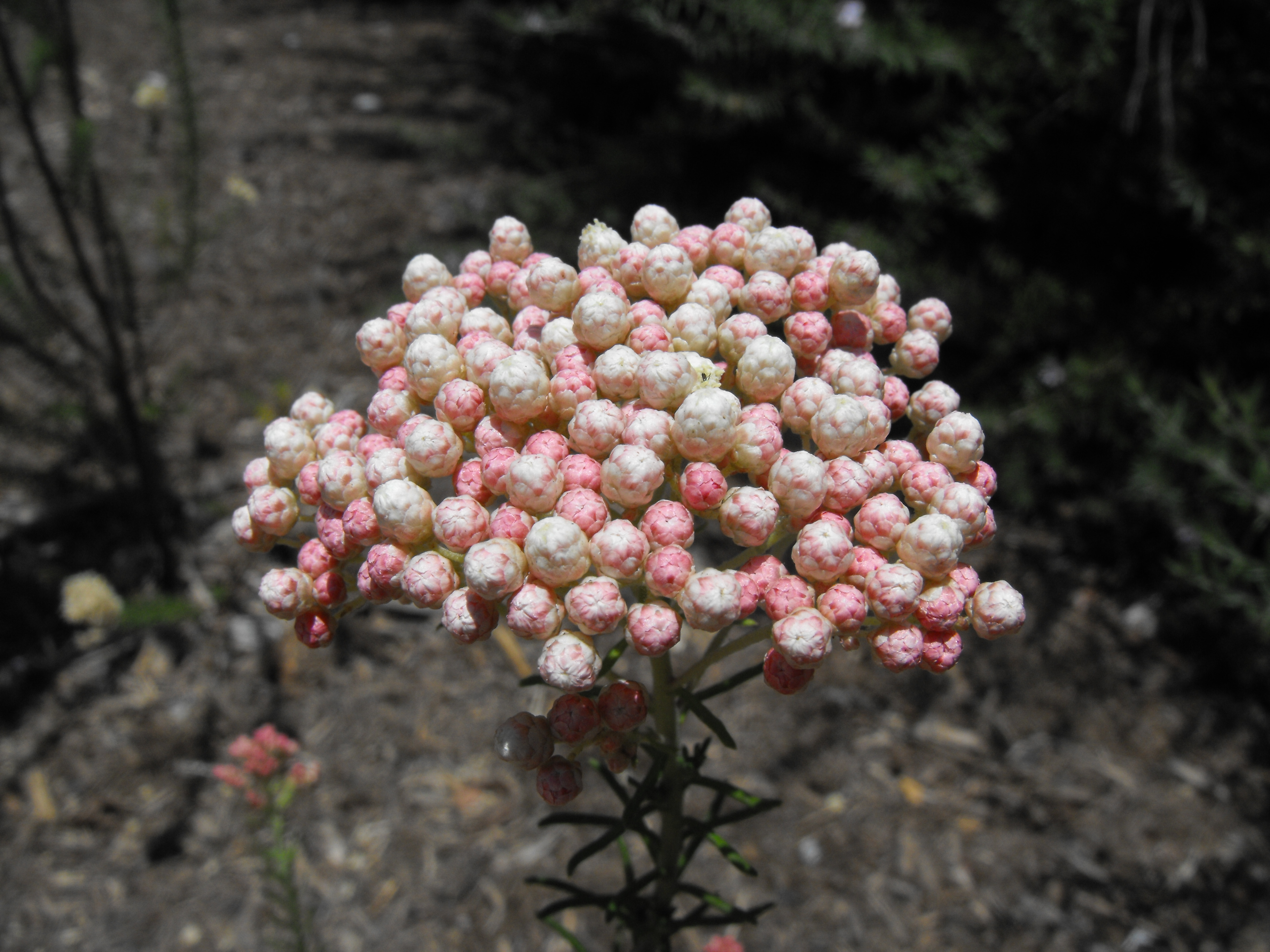
Gesamtblütenstand mit vielen dicht zusammenstehenden Blütenkörben von Ozothamnus diosmifolius

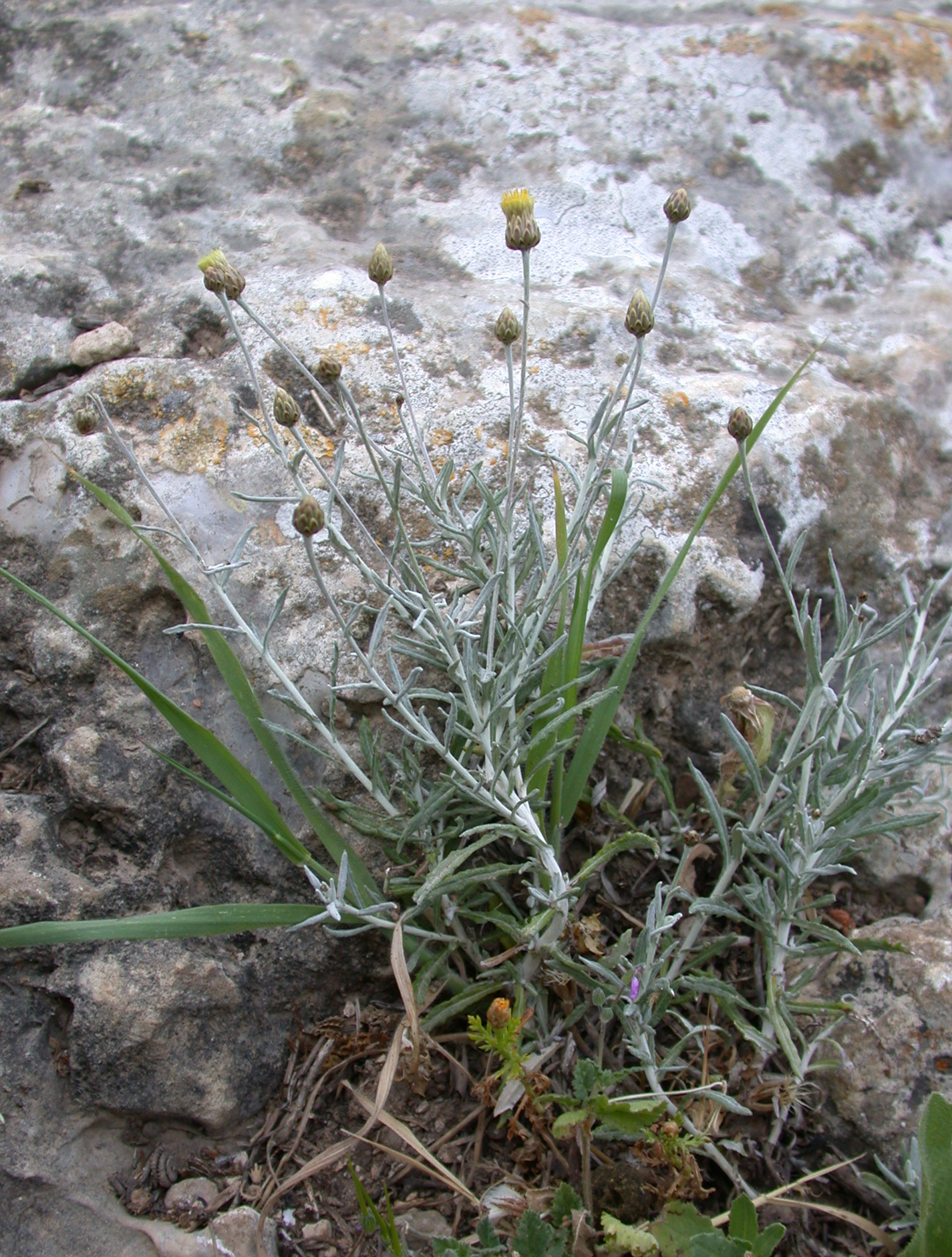
Habitus und Blütenkörbe von Phagnalon rupestre

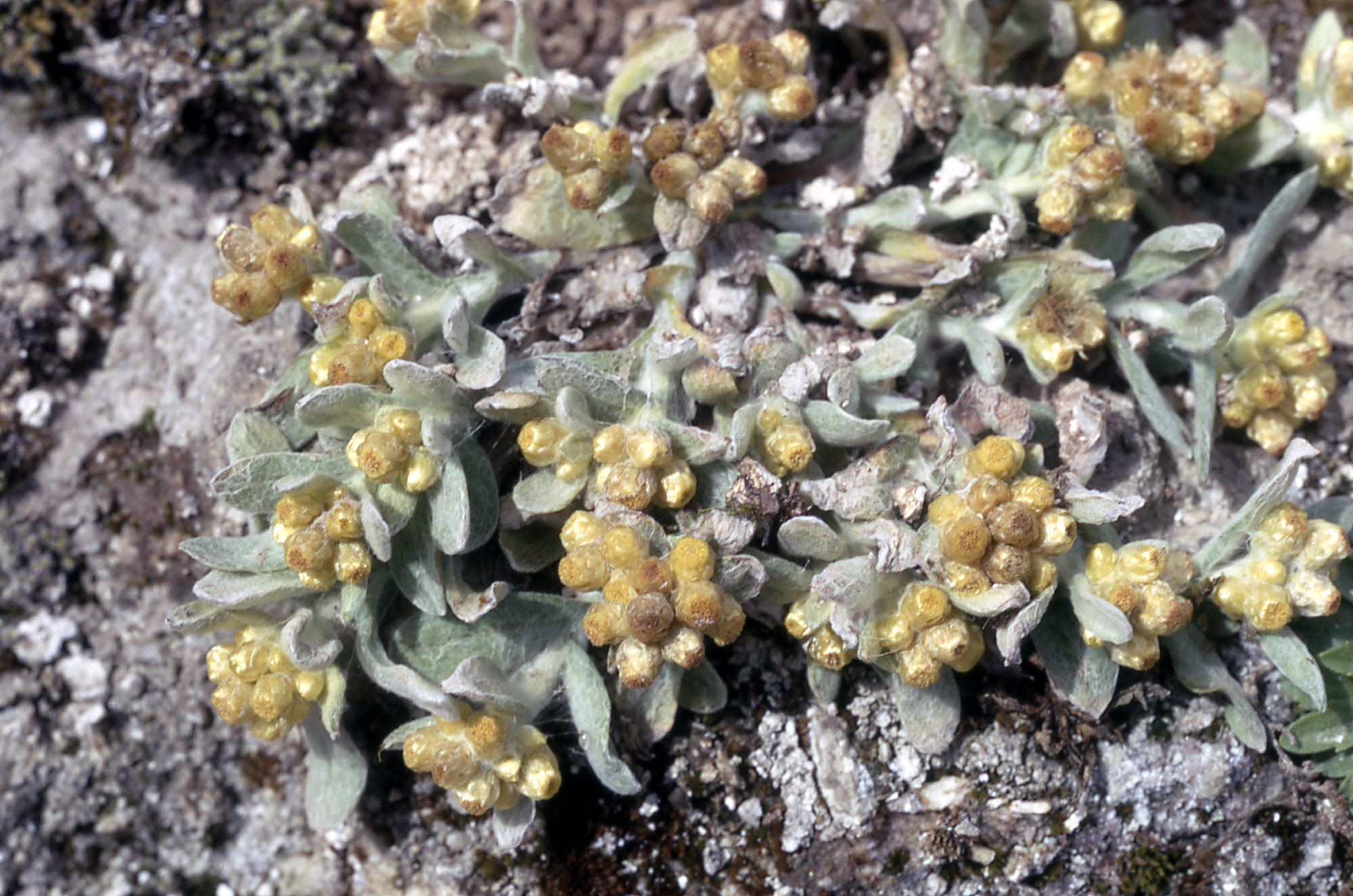
Pseudognaphalium stramineum

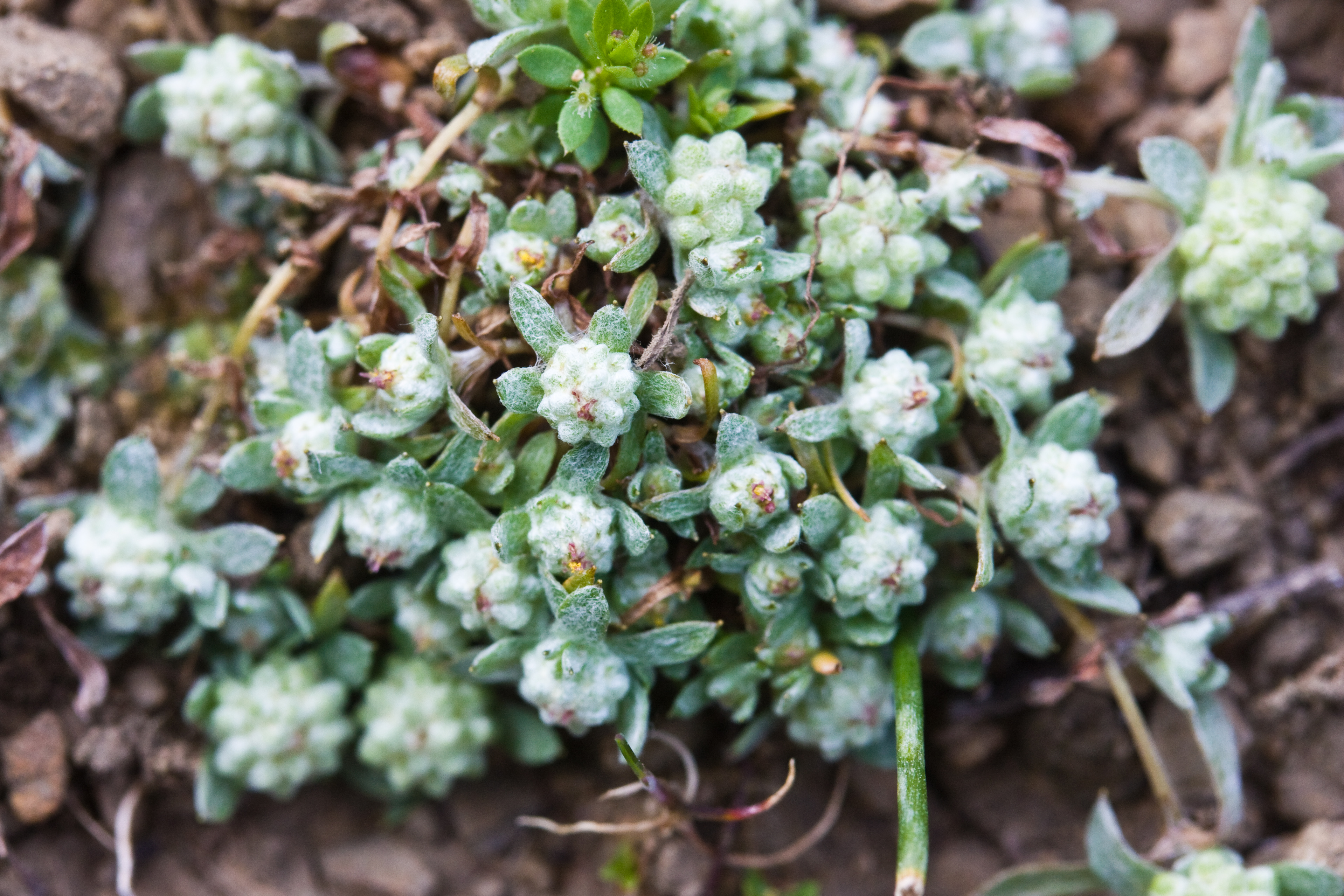
Habitus von Psilocarphus tenellus

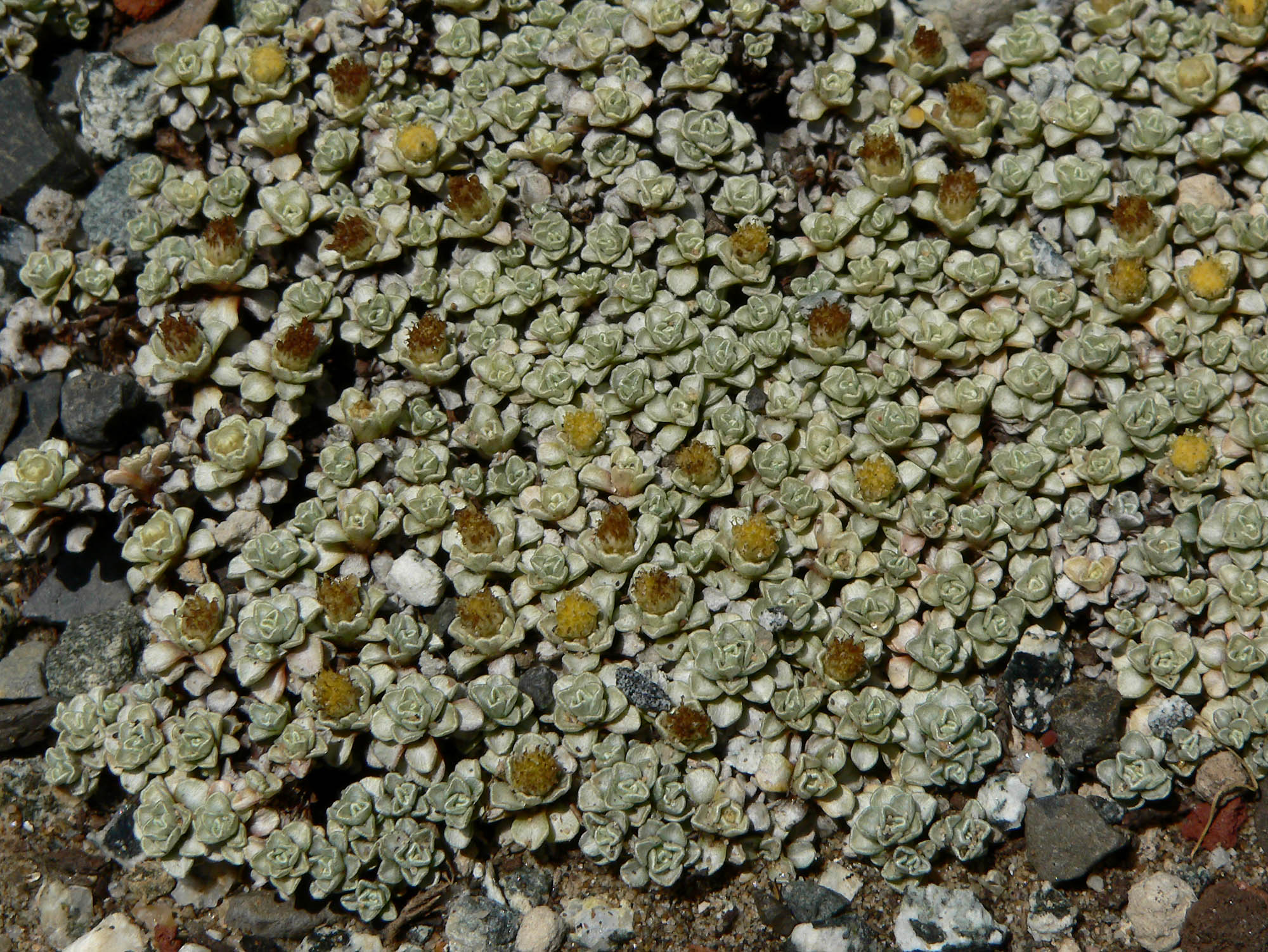
Polster von Raoulia hookeri

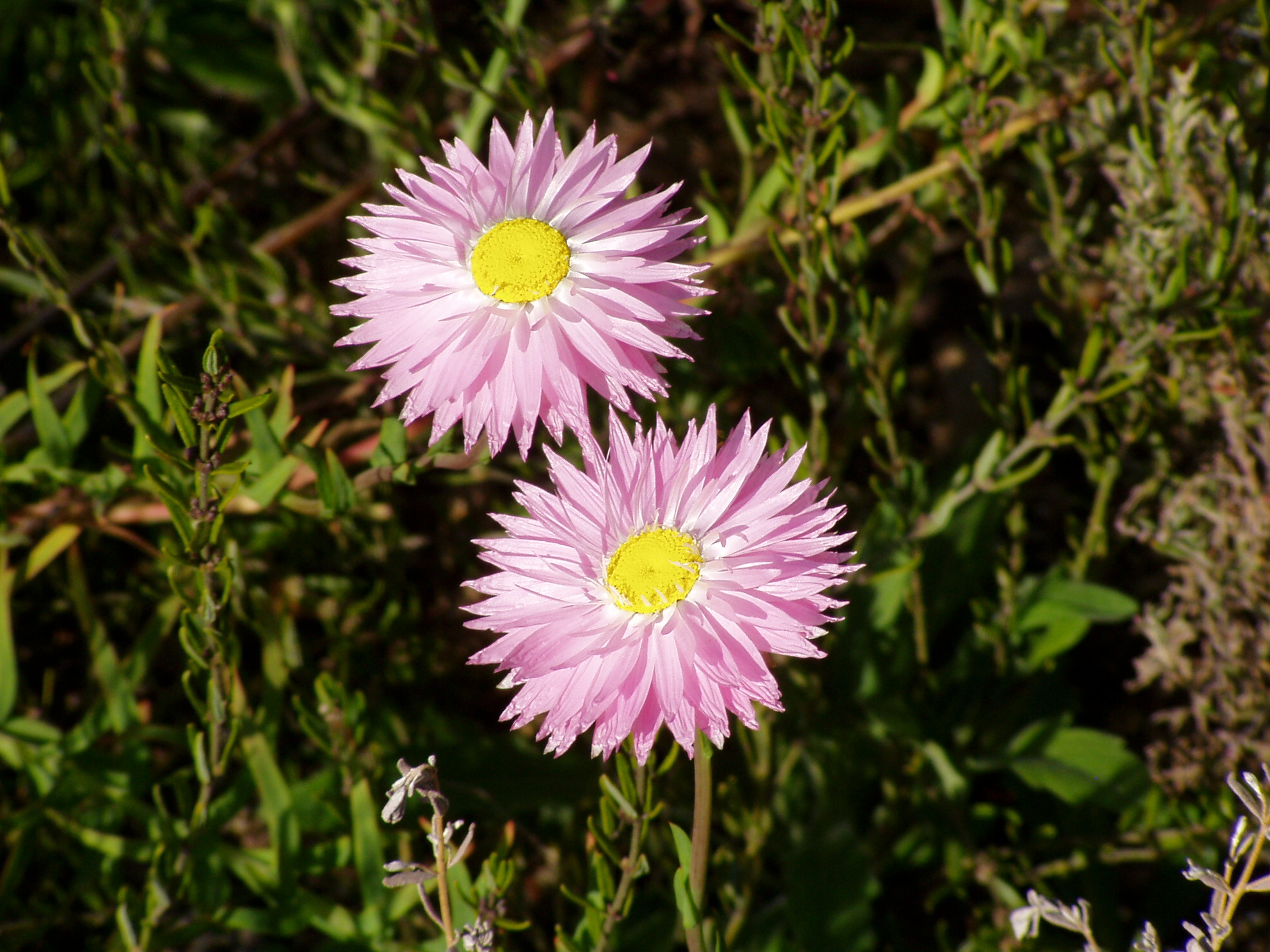
Einzeln stehende Blütenkörbe von Rhodanthe chlorocephala subsp. rosea

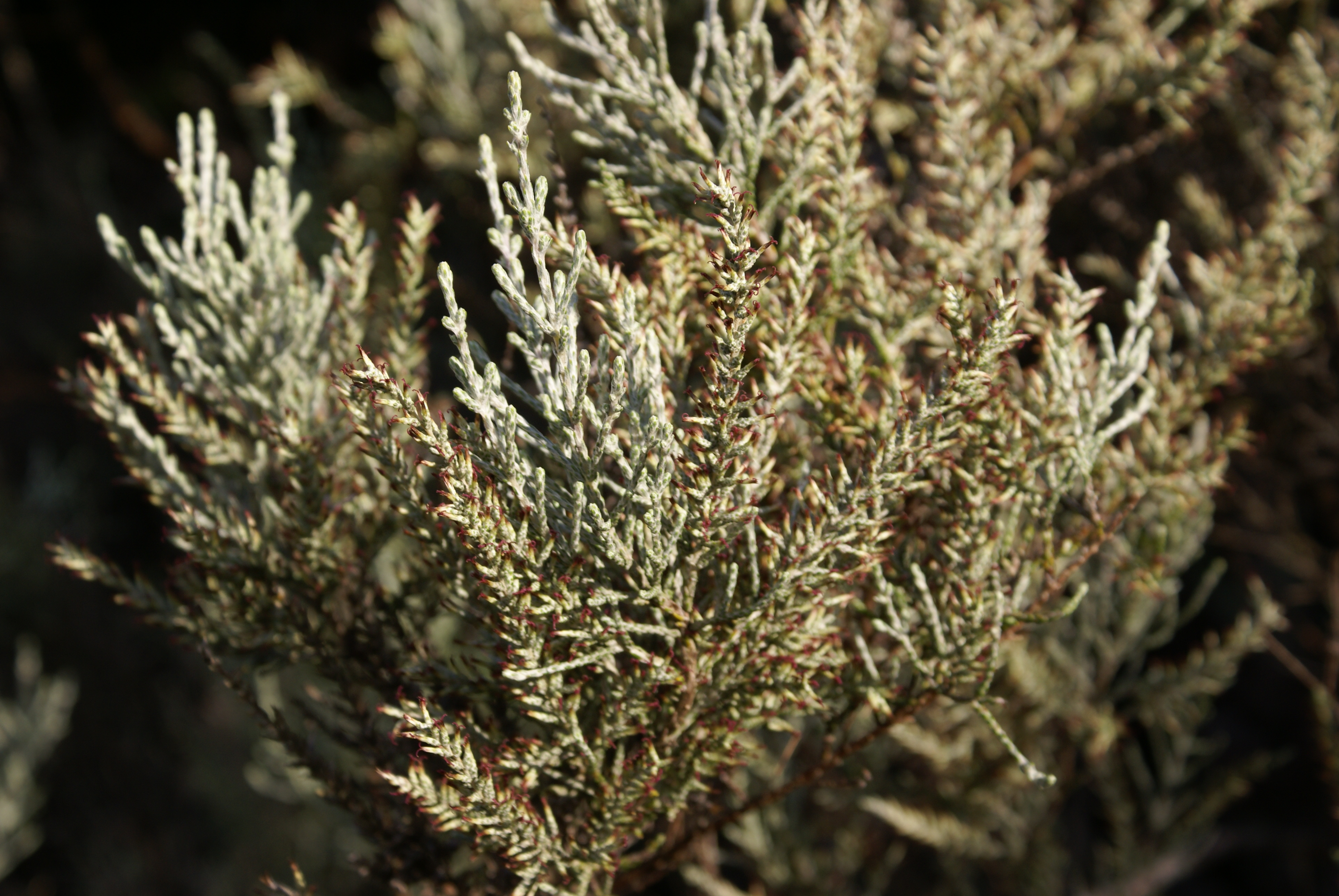
Stoebe passerinoides

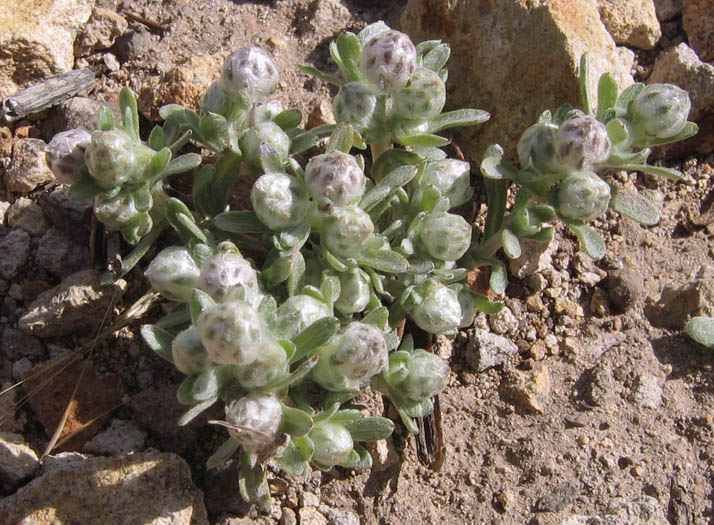
Habitus, Laubblätter und Blütenkörbe von Stylocline gnaphaloides

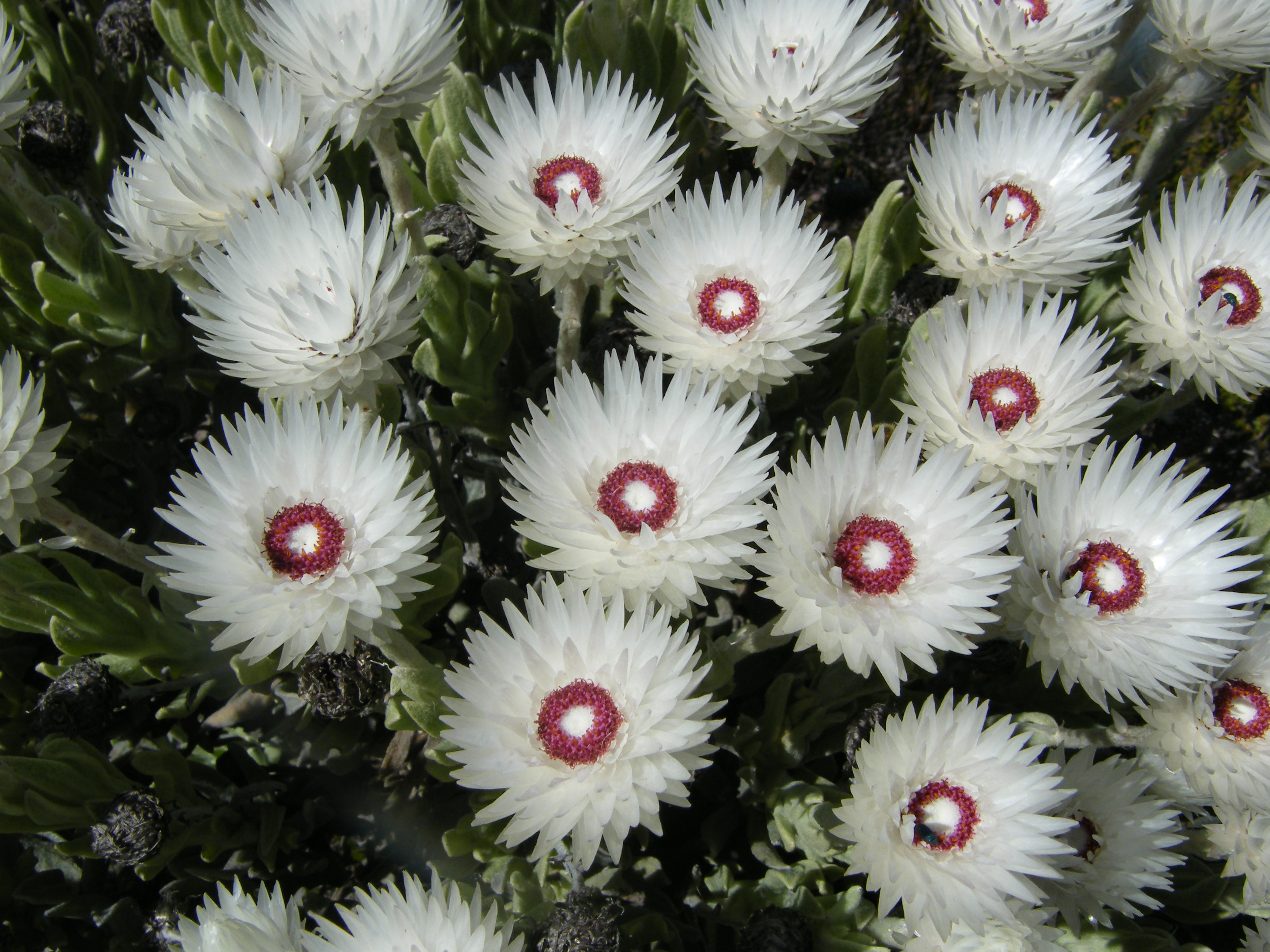
Blütenkörbe von Syncarpha vestita

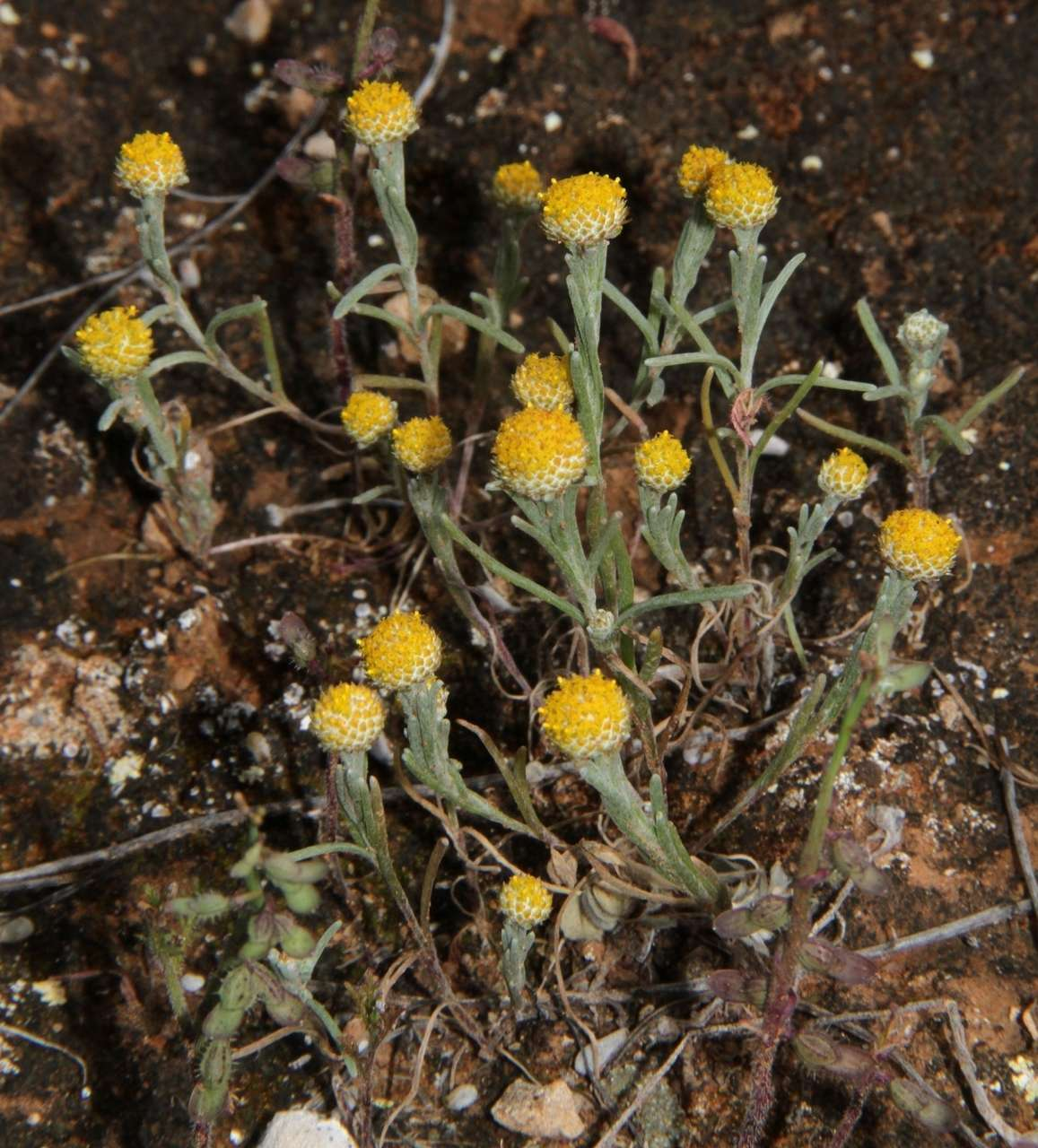
Habitus und Blütenkörbe von Trichanthodium skirrophorum

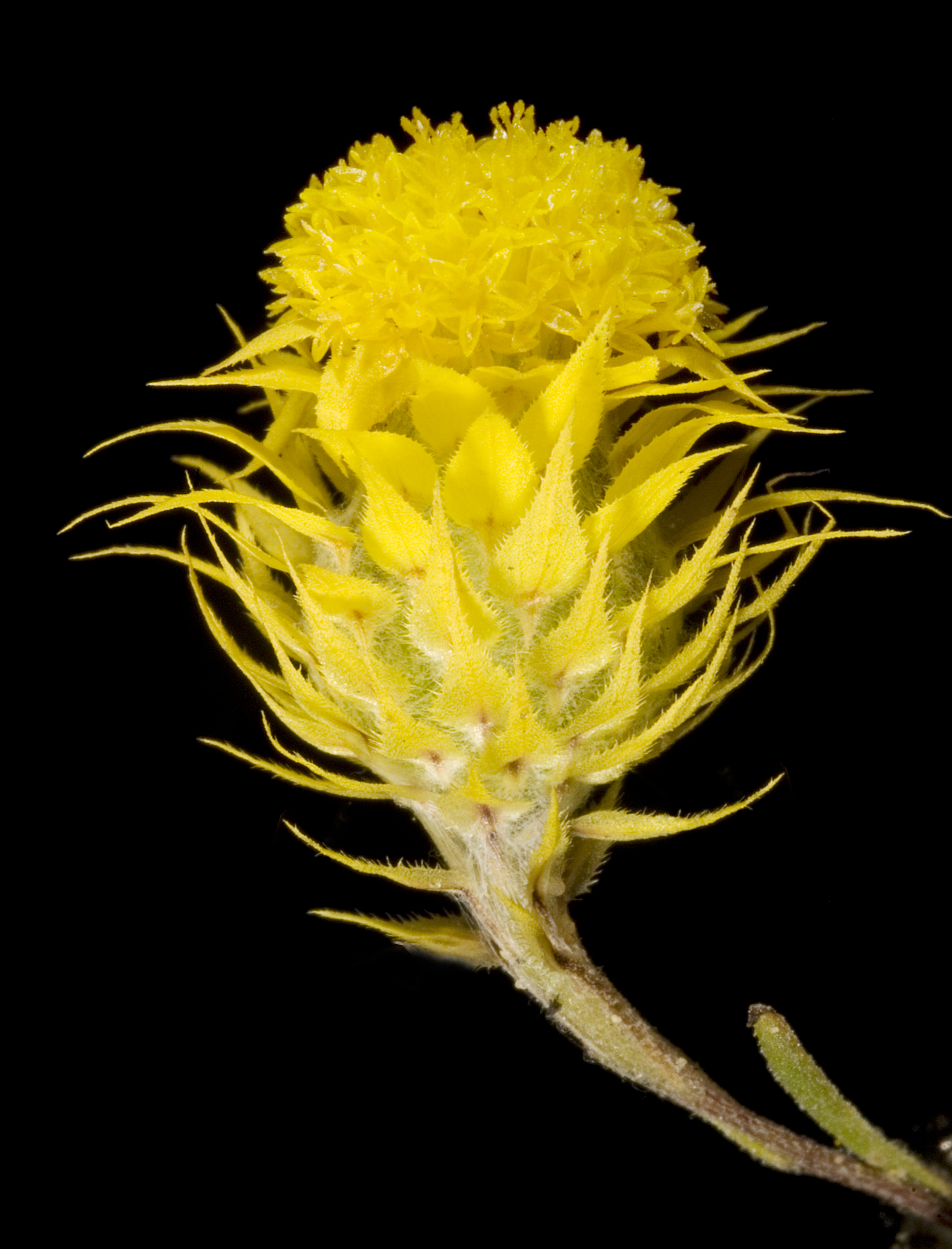
Blütenkorb von Waitzia acuminata

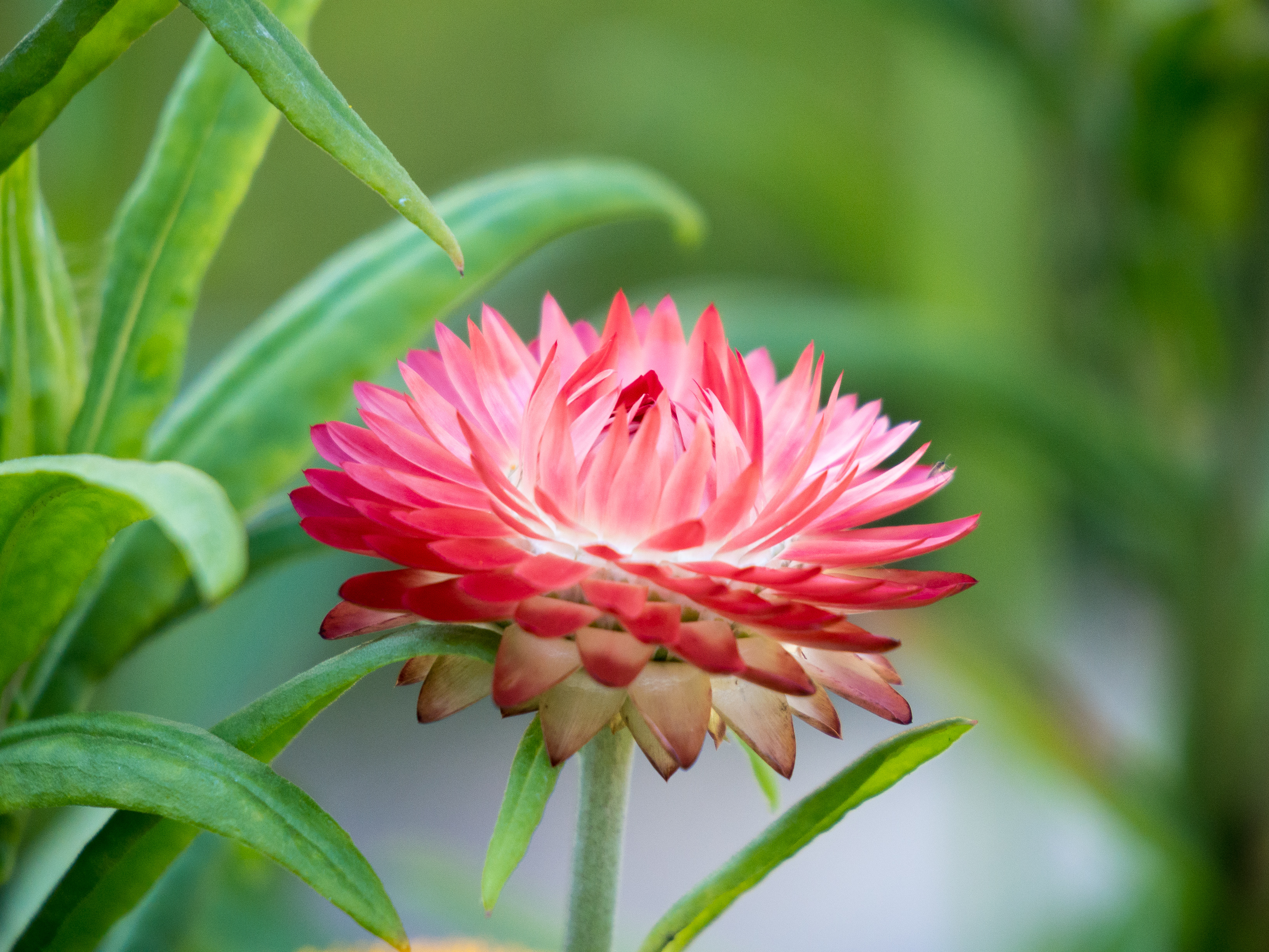
Blütenkorb der Garten-Strohblume (Xerochrysum bracteatum)

### Innere Systematik
Die Tribus Gnaphalieae ist die artenreichste Tribus der Familie Asteraceae.
Die Tribus Gnaphalieae wird in fünf bis sechs Subtribus gegliedert:
Subtribus Angianthinae Benth.: Die etwa 60 Gattungen kommen alle, bis auf Craspedia (die auch in Neuseeland vorkommt), nur in Australien vor.
Subtribus Cassiniinae Anderb.: Sie enthält etwa 16 Gattungen (Anaphalis, Antennaria, Chionolaena, Gnaphaliothamnus).
Subtribus Filagininae O.Hoffm.: (Filago, Logfia, Micropus, Psilocarphus, Stylocline)
Subtribus Gnaphaliinae (Cass.) Dum.: Sie enthält etwa 47 Gattungen (Achyrocline, Belloa, Berroa, Chevreulia, Cuatrecasasiella, Facelis, Gamochaetopsis, Helichrysum, Jalcophila, Lucilia, Luciliocline, Pseudognaphalium).
Subtribus Loricariinae Anderb.: Sie enthält etwa sechs Gattungen:
- Loricaria Wedd.: Die etwa 20 Arten kommen nur in den Anden vor.
- Mniodes (A.Gray) Benth.: Die etwa 18 Arten kommen nur in den Anden vor.
- Pterygopappus Hook. f.: Sie enthält nur eine Art:
  - Pterygopappus lawrencei Hook. f.: Dieser Endemit kommt nur in Tasmanien vor.

- Psychrophyton Beauverd: Die etwa neun Arten kommen in Neuseeland vor.
- Raouliopsis S.F.Blake: Die nur zwei Arten kommen nur in Kolumbien vor.
- Sinoleontopodium Y.L.Chen: Sie enthält nur eine Art:
  - Sinoleontopodium lingianum Y.L.Chen: Dieser Endemit gedeiht in 4500 bis 4900 Metern in Tibet nur in Mainling.

Subtribus Relhaniinae Less.: Die etwa 19 Gattungen (Amphiglossa, Disparago, Elytropappus, Metalasia, Relhania, Stoebe und einige kleine Gattungen) kommen nur in Afrika vor.

### Alphabetische Liste der Gattungen mit ihrer Verbreitung
Die Tribus Gnaphalieae enthält 178 bis 184 oder bis zu 187 Gattungen mit 1240 bis über 2100 Arten.
- Acanthocladium F.Muell.: Sie enthält nur eine Art:
  - Acanthocladium dockeri F.Muell.: Sie ist in Australien verbreitet.
- Achyrocline (Less.) DC.: Die etwa 32 Arten sind in Afrika, Madagaskar, Zentral- und Südamerika verbreitet.
- Acomis F.Muell.: Die etwa drei Arten sind in Australien verbreitet.
- Actinobole Fenzl ex Endl.: Die etwa drei Arten sind in Australien verbreitet.
- Alatoseta Compton: Sie enthält nur eine Art:
  - Alatoseta tenuis Compton: Sie kommt nur in den südafrikanischen Provinzen Nordkap und Westkap vor.
- Aliella Qaiser & Lack: Die etwa drei Arten sind in Afrika verbreitet.
- Ammobium R.Br.: Die etwa drei Arten sind in Australien verbreitet, beispielsweise:
  - Papierknöpfchen (Ammobium alatum R.Br.)
- Amphiglossa DC. (Syn.: Pterothrix DC.): Die etwa elf Arten sind hauptsächlich in den südafrikanischen Provinzen Nord- sowie Westkap verbreitet, zwei Arten kommen auch in Namibia vor und eine Art kommt auch in den Provinzen Ostkap, Free State, Mpumalanga, Nordwest vor.
- Anaphalioides (Benth.) Kirp.: Von den etwa sieben Arten kommen fünf in Neuseeland und zwei in Neuguinea vor.
- Anaphalis DC.: Die etwa 110 Arten sind hauptsächlich in Zentralasien und Indien verbreitet.
- Anaxeton Gaertn.: Die etwa zehn Arten kommen nur in der südafrikanischen Provinz Westkap.
- Ancistrocarphus A.Gray: Die nur zwei Arten sind von den südwestlichen USA bis ins nordwestlichen Mexiko verbreitet.
- Anderbergia B.Nord.: Die etwa sechs Arten kommen nur in der südafrikanischen Provinz Westkap vor.
- Anemocarpa Paul G.Wilson: Die etwa zwei Arten sind in Australien verbreitet.
- Angianthus J.C.Wendl.: Die etwa 15 Arten sind in Australien verbreitet.
- Anisochaeta DC.: Sie enthält nur eine Art, sie wird auch zu Athroismeae gestellt:
  - Anisochaeta mikanioides DC.: Sie kommt nur in den südafrikanischen Provinzen KwaZulu-Natal und Ostkap vor.
- Anisothrix O.Hoffm.: Die nur zwei Arten kommen nur in der südafrikanischen Provinz Westkap vor.
- Katzenpfötchen (Antennaria J.Gaertn.): Die 45 bis 71 Arten sind in gemäßigten und arktisch/alpinen Regionen, hauptsächlich in Nordamerika (34 Arten), Mexiko und Eurasien, außerdem wenige Arten in Südamerika verbreitet.
- Antithrixia DC.: Sie enthält nur eine Art:
  - Antithrixia flavicoma DC.: Sie kommt nur im Namaqualand (Westkap) vor.
- Apalochlamys Cass.: Sie enthält nur eine Art:
  - Apalochlamys spectabilis (Labill.) Steud.: Sie ist in Australien verbreitet.
- Argentipallium Paul G.Wilson: Die etwa sechs Arten sind in Australien verbreitet.
- Argyroglottis Turcz.: Sie enthält nur eine Art:
  - Argyroglottis turbinata Turcz.: Sie ist in Australien verbreitet.
- Argyrotegium J.M.Ward, Breitw. & C.Flann: Die 2003 aufgestellte Gattung ist in Australien mit etwa vier Arten verbreitet.
- Arrowsmithia DC.: Sie enthält nur eine Art:
  - Arrowsmithia styphelioides DC.: Sie kommt nur in der südafrikanischen Provinz Ostkap vor.
- Artemisiopsis S.Moore: Sie enthält nur eine Art:
  - Artemisiopsis villosa (O.Hoffm.) Schweick.: Sie ist im tropischen und südlichen Afrika verbreitet.
- Asteridea Lindl.: Die etwa sechs Arten sind in Australien verbreitet.
- Athrixia Ker Gawl.: Die etwa 14 Arten sind in der Capensis (neun Arten), im tropischen Afrika und Madagaskar verbreitet.
- Atrichantha Hilliard & B.L.Burtt: Sie enthält nur eine Art:
  - Atrichantha gemmifera (Bolus) Hilliard & B.L.Burtt: Sie kommt nur in der südafrikanischen Provinz Westkap vor.
- Balladonia P.S.Short: Sie wurde 2016 aufgestellt und enthält nur zwei Arten, die nur im australischen Bundesstaat Western Australia vorkommen.[7]
- Basedowia Pritzel: Sie enthält nur eine Art:
  - Basedowia tenerrima (F.Muell. & Tate) J.M.Black: Sie ist in Australien verbreitet.
- Bellida Ewart: Sie enthält nur eine Art:
  - Bellida graminea Ewart: Sie ist in Australien verbreitet.
- Belloa Remy: Die etwa neun Arten sind in Südamerika verbreitet.
- Berroa Beauverd: Sie enthält nur eine Art:
  - Berroa gnaphalioides (Less.) Beauverd: Sie ist in Australien verbreitet.
- Blennospora A.Gray: Die etwa drei Arten sind im südlichen Australien verbreitet.[7]
- Bombycilaena (DC.) Smoljan.: Die etwa drei Arten sind in Eurasien und Nordamerika weitverbreitet.
- Bryomorphe Harv.: Sie enthält nur eine Art:
  - Bryomorphe aretioides (Turcz.) Druce: Sie kommt nur in der südafrikanischen Provinz Westkap vor.
- Callilepis DC.: Die etwa fünf Arten in Eswatini und in den südafrikanischen Provinzen Gauteng, KwaZulu-Natal, Limpopo, Mpumalanga, Free State, Nord- sowie Ostkap verbreitet.
- Calocephalus R.Br. s. l.: Die etwa zehn Arten kommen in Australien vor.[7]
- Calomeria Vent.: Sie enthält nur noch eine Art:
  - Calomeria amaranthoides Vent.: Sie kommt in den australischen Bundesstaaten New South Wales sowie Victoria vor.
- Calotesta P.O.Karis: Sie enthält nur eine Art:
  - Calotesta alba P.O.Karis: Sie kommt nur in der südafrikanischen Provinz Westkap vor.
- Cassinia R.Br.: Die etwa zwanzig Arten sind in Australien verbreitet.
- Castroviejoa Galbany, L.Sáez & Benedí: Sie wurde 2004 aufgestellt und die etwa zwei Arten kommen nur im westlichen Mittelmeerraum vor:[8]
  - Korsische Strohblume (Castroviejoa frigida (Labill.) Galbany, L.Sáez & Benedí): Dieser Endemit kommt nur auf Korsika vor.
  - Castroviejoa montelinasana (Em.Schmid) Galbany, L.Sáez & Benedí: Dieser Endemit kommt nur auf Sardinien vor.
- Catatia Humbert: Die etwa zwei Arten kommen in Madagaskar vor.
- Cephalipterum A.Gray: Sie enthält nur eine Art:
  - Cephalipterum drummondii A.Gray: Sie ist in Australien verbreitet.
- Cephalosorus A.Gray: Sie enthält nur eine Art:
  - Cephalosorus carpesioides (Turcz.) P.S.Short: Sie ist in Australien verbreitet.
- Chamaepus Wagenitz: Sie enthält nur eine Art:
  - Chamaepus afghanicus Wagenitz: Die Heimat ist Afghanistan.
- Chevreulia Cass.: Die etwa sechs Arten sind in Südamerika verbreitet.
- Chiliocephalum Benth.: Die ein bis zwei Arten sind in Afrika verbreitet.
- Chionolaena DC.: Die etwa elf Arten sind in Zentral- und Südamerika verbreitet.
- Chondropyxis D.A.Cooke: Sie enthält nur eine Art:
  - Chondropyxis halophila D.A.Cooke: Sie ist in Australien verbreitet.
- Chrysocephalum Walp.: Die etwa sieben Arten sind in Australien verbreitet.
- Chthonocephalus Steetz: Die etwa vier Arten sind in Australien verbreitet.
- Cladochaeta DC.: Die etwa zwei Arten sind in Eurasien verbreitet.
- Comborhiza Anderb. & K.Bremer: Die etwa zwei Arten sind in Afrika verbreitet.
- Coronidium Paul G.Wilson: Die 2008 neu veröffentlichte Gattung ist in Australien mit etwa 17 Arten verbreitet.[9]
- Craspedia G.Forst. (Syn.: Pycnosorus Benth.): Die etwa 23 Arten sind in Australien und Neuseeland verbreitet.[6]
- Cremnothamnus C.F.Puttock: Sie enthält nur eine Art:
  - Cremnothamnus thomsonii (F.Muell.) C.F.Puttock: Sie ist in Australien verbreitet.
- Cuatrecasasiella H.Rob.: Die etwa zwei Arten sind in Südamerika verbreitet.
- Cymbolaena Smoljan.: Sie enthält nur eine Art:
  - Cymbolaena griffithii (A.Gray) Wagenitz: Sie ist im südwestlichen und zentralen Asien verbreitet.
- Decazesia F.Muell.: Sie enthält nur eine Art:
  - Decazesia hecatocephala F.Muell.: Sie ist in Australien verbreitet.
- Denekia Thunb.: Sie enthält nur eine Art:
  - Denekia capensis Thunb.: Sie kommt in der Capensis und weiter nördlich vor.
- Diaperia Nuttall: Die etwa drei Arten sind von den zentralen USA bis zum nördlichen Mexiko verbreitet.
- Dielitzia P.S.Short: Sie enthält nur eine Art:
  - Dielitzia tysonii P.S.Short: Sie ist in Australien verbreitet.
- Disparago Gaertn.: Die etwa neun Arten sind in der Capensis verbreitet.
- Dithyrostegia A.Gray: Die etwa zwei Arten sind in Australien verbreitet.
- Dolichothrix Hilliard & B.L.Burtt: Sie enthält nur eine Art:
  - Dolichothrix ericoides (Lam.) Hilliard & B.L.Burtt: Sie kommt nur in den südafrikanischen Provinzen Westkap und Ostkap vor.
- Edmondia Cass.: Die nur drei Arten kommen nur in der südafrikanischen Westkap vor.
- Elytropappus Cass.: Die etwa acht Arten sind in der Capensis verbreitet.
- Epitriche Turcz.: Sie enthält nur eine Art:
  - Epitriche demissus (A.Gray) P.S.Short: Sie ist in Australien verbreitet.
- Eriochlamys Sond. & F.Muell.: Die ein bis vier Arten sind in Australien verbreitet.
- Erymophyllum Paul G.Wilson: Die etwa fünf Arten sind in Australien verbreitet.
- Euchiton Cass.: Die etwa 17 Arten sind in Australien, Neuseeland, Neuguinea und im östlichen Asien verbreitet. Einige Arten sind in vielen Regionen der Welt Neophyten.
- Evacidium Pomel: Sie enthält nur eine Art:
  - Evacidium discolor (DC.) Maire: Sie ist in Südosteuropa und Nordafrika verbreitet.
- Ewartia Beauverd: Die etwa vier Arten sind in Australien verbreitet.
- Ewartiothamnus Anderb.: Sie enthält nur eine Art:
  - Ewartiothamnus sinclairii (Hook. f.) Anderb.: Sie ist in Neuseeland beheimatet.
- Facelis Cass.: Die drei bis vier Arten sind in Nord- und Südamerika, Afrika und Australien verbreitet.
- Feldstonia P.S.Short: Sie enthält nur eine Art:
  - Feldstonia nitens P.S.Short: Sie ist in Australien verbreitet.
- Filzkräuter (Filago L.): Die 12 bis 46 Arten sind hauptsächlich im Mittelmeerraum (Nordafrika und Europa) und im westlichen Asien, außerdem auf atlantischen Inseln verbreitet. Einzelne Arten sind in einigen Regionen der Welt Neophyten.
- Fitzwillia P.S.Short: Sie enthält nur eine Art:
  - Fitzwillia axilliflora (Ewart & Jean White) P.S.Short: Sie ist in Australien verbreitet.
- Galeomma Rauschert: Die nur zwei Arten sind in der Capensis verbreitet.
- Gamochaeta Wedd.: Die 50 bis 52 Arten sind in der Neuen Welt natürlich verbreitet. Das Zentrum der Artenvielfalt ist Südamerika, zwölf Arten gibt es auch in Nordamerika. In vielen Teilen der Welt sind einige Arten Neophyten und gelten dort als invasive Pflanzen.
- Gamochaetopsis Anderb. & Freire: Sie enthält nur eine Art:
  - Gamochaetopsis alpina (Poepp. & Endl.) Anderb. & Freire: Sie ist in Südamerika verbreitet.
- Gilberta Turcz.: Sie enthält nur eine Art:
  - Gilberta tenuifolia Turcz.: Sie ist in Australien verbreitet.
- Gilruthia Ewart: Sie enthält nur eine Art:
  - Gilruthia osbornii Ewart & Jean White (Syn.: Calocephalus  skeatsianus Ewart & Jean White): Sie kommt nur im australischen Bundesstaat Western Australia vor.[7]
- Gnaphaliothamnus Kirp.: Die etwa zehn Arten sind in Zentralamerika, besonders Mexiko verbreitet.
- Ruhrkräuter (Gnaphalium L.): Sie ist fast weltweit verbreitet mit etwa 38 bis 200 Arten.
- Gnephosis Cass. s. str. (Syn.: Chrysocoryne Endl., Pachysurus Steetz): Die etwa acht Arten sind in Australien verbreitet.[7]
- Gnomophalium Greuter: Sie enthält nur eine Art:
  - Gnomophalium pulvinatum (Delile) Greuter: Sie ist in Nordafrika und Asien verbreitet.
- Gratwickia F.Muell.: Sie enthält nur eine Art:
  - Gratwickia monochaeta F.Muell.: Sie ist in Australien verbreitet.
- Haeckeria F.Muell.: Die etwa drei Arten sind im südöstlichen Australien verbreitet.[10]
- Haegiela P.S.Short & Paul G.Wilson: Sie enthält nur eine Art:
  - Haegiela tatei (F.Muell.) P.S.Short & Paul G.Wilson: Sie ist in Australien verbreitet.
- Haptotrichion Paul G.Wilson: Die etwa zwei Arten sind im westlichen Australien verbreitet.[10]
- Helichrysopsis Kirp.: Sie enthält nur eine Art:
  - Helichrysopsis septentrionale (Vatke) Hilliard: Sie ist in der Capensis verbreitet.
- Strohblumen (Helichrysum Mill.) (Syn.: Elichrysum Mill. orth. var. Leontonyx Cass., Virginea (DC.) Nicoli): Die etwa 600 Arten sind fast weltweit, hauptsächlich in der Alten Welt verbreitet, besonders in Afrika und Madagaskar. 244 Arten gibt es in der Capensis.[8]
- Hesperevax (A.Gray) A.Gray: Die etwa drei Arten sind in den südwestlichen USA verbreitet.
- Homognaphalium Kirp.: Sie enthält nur eine (oder zwei) Arten:
  - Homognaphalium pulvinatum (Delile) Fayed & Zareh: Sie ist in Nordafrika, Sudan, Südwestasien bis Indien und Pakistan verbreitet.
- Humeocline Anderb.: Sie enthält nur eine Art:
  - Humeocline madagascariensis (Humbert) Anderb.: Sie kommt in Madagaskar vor.
- Hyalochlamys A.Gray: Sie enthält nur eine Art:
  - Hyalochlamys globifera A.Gray: Sie kommt nur im australischen Bundesstaat Western Australia vor.
- Hyalosperma Steetz: Die etwa neun Arten sind in Australien verbreitet.[10]
- Hydroidea P.O.Karis: Sie enthält nur eine Art:
  - Hydroidea elsiae (Hilliard) P.O.Karis: Sie kommt nur in der südafrikanischen Provinz Westkap vor.
- Ifloga Cass.: Die 6 bis 15 Arten sind von Afrika bis in den Nahen Osten und auf den Kanarischen Inseln verbreitet. Davon vier Arten in der Capensis.
- Ixiolaena Benth.: Sie enthält nur eine Art:
  - Ixiolaena viscosa Benth.: Sie kommt nur in Western Australia vor.
- Ixodia R.Br.: Die zwei oder drei Arten sind in Australien verbreitet.
- Jalcophila M.O.Dillon & Sagást.: Mit drei Arten in den Anden von Bolivien, Peru und Ecuador[10]
- Lachnospermum Willd.: Die drei Arten kommen nur in der südafrikanischen Provinz Westkap vor.
- Langebergia Anderb.: Sie enthält nur eine Art:
  - Langebergia canescens (DC.) Anderb.: Sie kommt nur in der südafrikanischen Provinz Westkap vor.
- Lasiopogon Cass.: Alle acht Arten kommen in der Capensis vor, aber einige kommen auch in Nordafrika, im Nahen Osten, Spanien, Indien und Pakistan vor.
- Lawrencella Lindl.: Die nur zwei Arten sind in Australien verbreitet.[10]
- Leiocarpa Paul G.Wilson: Die 2001 neu veröffentlichte Gattung ist in Australien und Madagaskar verbreitet.[10]
- Lemoorea P.S.Short: Sie enthält nur eine Art:
  - Lemoorea burkittii (Benth.)P.S.Short: Sie ist in Australien verbreitet.[10]
- Edelweiß (Leontopodium R.Br. ex Cass.): Die etwa 30 bis 58 Arten sind in Asien, Europa und Nordamerika verbreitet. Außerdem gibt es einige Natur-Hybriden. In China gibt es 36 Arten, 18 davon kommen nur dort vor. Neun Arten gibt es in Nepal, acht Arten in Pakistan und vier Arten in Russland.[5]
- Lepidostephium Oliv.: Die nur zwei Arten sind in der Capensis verbreitet.
- Leptorhynchos Less.: Die etwa zehn Arten sind in Australien verbreitet.[10]
- Leptotriche Turcz.: Die etwa zwölf Arten sind in Australien verbreitet.[10]
- Leucochrysum (DC.) Paul G.Wilson: Die etwa fünf Arten sind im südlichen Australien verbreitet.[10]
- Leucogenes Beauverd: Die nur zwei Arten kommen nur in Neuseeland vor.[10]
- Leucophyta R.Br.: Sie enthält nur eine Art:
  - Stacheldrahtpflanze oder Silberkörbchen (Leucophyta brownii Cass., Syn.: Calocephalus brownii (Cass.) F.Muell): Sie gedeiht in Australien an den Küsten des südwestlichen Western Australia, South Australia, Victoria sowie Tasmanien.[11][7]
- Leysera L.: Von den nur drei Arten kommt eine Art (Leysera leyseroides (Desf.) Maire) von Nordafrika bis zur Arabischen Halbinsel und zum Nahen Osten und in Spanien und Pakistan (Baluchistan) vor. Die beiden anderen Arten sind nur in der Capensis beheimatet.
- Logfia Cass.: Von den etwa zwölf Arten sind sechs in Nordamerika verbreitet, außerdem im nördlichen Mexiko, Europa, Asien und nördlichen Afrika verbreitet. Besonders in Südamerika und den Pazifischen Inseln, aber auch anderen Teilen der Welt sind einige Arten Neophyten.
- Loricaria Wedd.: Die etwa 20 Arten sind in den Anden verbreitet.
- Lucilia Cass.: Die etwa acht Arten sind in Südamerika verbreitet.
- Luciliocline Anderb. & Freire: Die etwa 13 Arten gedeihen in größeren Höhenlagen in den Anden von Venezuela bis Chile und Argentinien.
- Macowania Oliv.: Von den etwa zwölf Arten sind zehn in der Capensis beheimatet und die anderen zwei auf der Arabischen Halbinsel und Äthiopien.
- Metalasia R.Br.: Die etwa 52 Arten sind nur in der Capensis verbreitet. 47 Arten sind Endemiten des Westkaps. Die restlichen fünf Arten sind weiter in der Capensis verbreitet, aber nur drei davon kommen nicht im Westkap vor.
- Mexerion G.L.Nesom: Die nur zwei Arten sind in Mexiko verbreitet.[10]
- Micropsis DC.: Die etwa fünf Arten sind im südlichen Südamerika verbreitet. Eine Art kommt, vermutlich eingeschleppt, in den südlichen zentralen USA vor.
- Micropus L. Die etwa fünf Arten sind in den westlichen USA, im nordwestlichen Mexiko, Südeuropa, im südwestlichen Asien und in Nordafrika verbreitet.
- Millotia Cass. (Syn.: Scyphocoronis A.Gray, Toxanthes Turcz.): Die etwa zehn Arten sind in Australien verbreitet.
- Mniodes (A.Gray) Benth.: Die etwa fünf Arten gedeihen nur in den Anden Perus.
- Myriocephalus Benth.: Die etwa zehn Arten sind in Australien verbreitet.
- Neotysonia Dalla Torre & Harms: Sie enthält nur eine Art:
  - Neotysonia phyllostegia (F.Muell.) & P.G.Wilson: Sie ist im südwestlichen Australien verbreitet.[10]
- Nestlera Spreng.: Sie enthält nur eine Art:
  - Nestlera biennis (Jacq.) Spreng.: Sie kommt nur in den südafrikanischen Provinzen im Nordkap und Westkap vor.
- Notisia P.S.Short: Sie wurde 2016 aufgestellt und enthält nur eine Art:
  - Notisia intonsa (S.Moore) P.S.Short (Syn.: Gnephosis intonsa S.Moore): Dieser Endemit kommt nur im südwestlichen Western Australia vor.[7]
- Odixia Orchard: Die nur zwei Arten kommen nur in Tasmanien vor.[10]
- Oedera L.: Die 18 Arten kommen nur in den südafrikanischen Provinzen Westkap und Ostkap vor.
- Omalotheca Cass.: Die acht bis zehn Arten sind hauptsächlich in Eurasien verbreitet; drei Arten kommen in Nordamerika vor.
- Oreoleysera K.Bremer: Sie enthält nur eine Art:
  - Oreoleysera montana (Bolus) K.Bremer: Sie kommt nur in der südafrikanischen Provinz Westkap vor.
- Oxylaena Benth. ex Anderb.: Sie enthält nur eine Art:
  - Oxylaena acicularis (Benth.) Anderb.: Sie kommt nur in der südafrikanischen Provinz Westkap vor.
- Ozothamnus R.Br.: Die etwa 50 Arten sind in Australien und Neukaledonien verbreitet.[10]
- Parantennaria Beauverd: Sie enthält nur eine zweihäusige Art:
  - Parantennaria uniceps (F.Muell.) Beauverd: Sie kommt in den Gebirgen des östlichen Australien vor.[10]
- Pentatrichia Klatt: Die vier Arten sind in der Capensis verbreitet.
- Petalacte D.Don: Sie enthält nur eine Art:
  - Petalacte coronata D.Don: Sie kommt nur in der südafrikanischen Provinz Westkap vor.
- Phaenocoma D.Don:Sie enthält nur eine Art:
  - Phaenocoma prolifera (L.) D.Don: Sie kommt nur in der südafrikanischen Provinz Westkap vor.
- Steinimmortellen (Phagnalon Cass.): Die 36 bis 43 Arten vom zentralen Asien über den Himalaya bis ins westliche Asien, in Europa (Südfrankreich und Norditalien), in Nordafrika und Makaronesien verbreitet, darunter:
  - Griechische Steinimmortelle (Phagnalon graecum Boiss. & Heldr.): Sie wird auch von manchen Autoren als Unterart zu Phagnalon rupestre gestellt.[12]
  - Phagnalon pygmaeum (Sieber) Greuter
  - Gewöhnliche Steinimmortelle (Phagnalon rupestre (L.) DC.): Mit mehreren Unterarten.
  - Felsen-Steinimmortelle (Phagnalon saxatile (L.) Cass.)
  - Mehrköpfige Steinimmortelle (Phagnalon sordidum (L.) Rchb.)
- Philyrophyllum O.Hoffm.: Sie enthält nur zwei Arten:
  - Philyrophyllum brandbergense P.P.J.Herman: Sie kommt nur in Namibia vor und wurde 2004 erstbeschrieben.
  - Philyrophyllum schinzii O.Hoffm.: Sie ist weit verbreitet in Afrika.
- Pithocarpa Lindl.: Die etwa zwei Arten sind im westlichen und südwestlichen Australien verbreitet.[10]
- Planea P.O.Karis: Sie enthält nur eine Art:
  - Planea schlechteri (L.Bolus) P.O.Karis: Sie kommt nur in der südafrikanischen Provinz Westkap vor.
- Plecostachys Hilliard & B.L.Burtt: Die etwa zwei Arten sind in den südafrikanischen Provinzen Westkap, Ostkap sowie KwaZulu-Natal verbreitet. Von Plecostachys polifolia (Thunb.) Hilliard & B.L.Burtt gibt es auch einen Bericht von Eswatini.
- Pleuropappus F.Muell.: Die nur zwei Arten sind in der Capensis verbreitet.
- Podolepis Labill.: Die etwa 20 Arten sind in Australien verbreitet.[10]
- Podotheca Cass.: Die etwa sechs Arten sind in Australien verbreitet.[10]
- Pogonolepis Steetz: Die etwa zwei Arten in Australien verbreitet.[10]
- Polycalymma F.Muell. & Sond.: Sie enthält nur eine Art:
  - Polycalymma stuartii F.Muell. & Sond.: Sie ist in Australien verbreitet.[10]
- Printzia Cass.: Die drei Arten sind in der Capensis verbreitet.
- Scheinruhrkräuter (Pseudognaphalium Kirp.): Die seit Freire et al. 2014, 2018 nur noch 60,[13] davor bis zu 100 Arten sind hauptsächlich in Nord-, Zentral- und Südamerika verbreitet. 36 Arten gibt es in Nordamerika[13]. Außerdem gibt es einige Arten in Afrika, Asien, Neuseeland und Europa. Sie gedeihen hauptsächlich in gemäßigten Regionen.
- Psilocarphus Nutt.: Die etwa fünf neotropischen Arten sind im westlichen Nordamerika, nordwestlichen Mexiko und südlichen Südamerika verbreitet.
- Psychrophyton Beauverd: Die etwa zehn Arten kommen nur in Neuseeland vor.[10]
- Pterochaeta Steetz: Sie enthält nur eine Art:
  - Pterochaeta paniculata Steetz: Sie kommt im südwestlichen Australien vor.[10]
- Pterygopappus Hook. f.: Sie enthält nur eine Art:
  - Pterygopappus lawrencei Hook. f.: Sie kommt nur in Tasmanien vor.
- Quinetia Cass.: Sie enthält nur eine Art.
  - Quinetia urvillei Cass.: Sie kommt im südlichen und südwestliche Australien vor.[10]
- Quinqueremulus Paul G.Wilson: Sie enthält nur eine Art:
  - Quinqueremulus linearis Paul G.Wilson: Sie kommt im westlichen Australien vor.[10]
- Rachelia J.M.Ward & Breitw.: Sie enthält nur eine Art:
  - Rachelia glaria J.M.Ward & Breitw.: Sie kommt nur in Neuseeland vor.[10]
- Raoulia Hook. f.: Die etwa 26 Arten kommen in Neuguinea und Neuseeland vor.[10]
- Raouliopsis S.F.Blake: Die nur zwei Arten gedeihen in den Anden in Kolumbien.[10]
- Relhania L'Herit.: Die etwa 13 Arten sind in der Capensis verbreitet.
- Rhetinocarpha Paul G.Wilson & M.A.Wilson: Die 2006 neu veröffentlichte Gattung kommt im westlichen Australien vor.
- Rhodanthe Lindl.: Die etwa 46 Arten sind in Australien verbreitet.[10]
- Rhynchopsidium DC.: Die nur zwei Arten kommen nur in den südafrikanischen Provinzen Nordkap und Westkap vor.
- Rosenia Thunb.: Die etwa vier Arten sind in der Capensis verbreitet.
- Rutidosis DC.: Die etwa sieben Arten sind in Australien verbreitet.
- Schoenia Steetz: Die etwa fünf Arten sind in Australien verbreitet.[10]
- Seriphium L.: Die etwa drei Arten sind in der Capensis verbreitet.
- Siloxerus Labill.: Die etwa vier Arten sind im südwestlichen Australien verbreitet, eine davon kommt auch in Tasmanien vor.[10]
- Sinoleontopodium Y.L.Chen: Sie enthält nach Flora of China 2011 nur eine Art:[5]
  - Sinoleontopodium lingianum Y.L.Chen (Syn.: Leontopodium lingianum (Y.L.Chen) Dickoré): Dieser Endemit gedeiht nur in extremen Höhenlagen von 4500 bis 4900 Metern nur im Kreis Mainling in Tibet.[5]
- Sondottia P.S.Short: Die etwa zwei Arten sind in Australien verbreitet.[10]
- Stenocline DC.: Die etwa drei Arten kommen auf Madagaskar oder Mauritius vor.[10]
- Stenophalium Anderb.: Die etwa vier Arten sind in Brasilien verbreitet.[10]
- Stoebe L.: Die etwa 25 Arten sind in Afrika und Madagaskar verbreitet, davon kommen 21 in der Capensis vor.
- Stuartina Sond.: Die etwa zwei Arten sind im südlichen und östlichen Australien verbreitet.[10]
- Stuckertiella Beauverd: Die zwei Arten sind in Argentinien verbreitet.[10]
- Stylocline Nutt.: Die etwa sieben Arten sind von den südwestlichen USA bis zum nordwestlichen Mexiko verbreitet.
- Syncarpha DC.: Die etwa 30 Arten sind im südlichen Afrika verbreitet.[10]
- Syncephalum DC.: Die etwa fünf Arten kommen nur in Madagaskar vor.[10]
- Taplinia Lander: Sie enthält nur eine Art:
  - Taplinia saxatilis Lander: Sie ist im westlichen Australien verbreitet.[10]
- Tenrhynea Hilliard & B.L.Burtt: Sie enthält nur eine Art:
  - Tenrhynea phylicifolia (DC.) Hilliard & B.L.Burtt: Sie ist im südlichen Afrika verbreitet.
- Thiseltonia Hemsl.: Die etwa zwei Arten sind im westlichen Australien verbreitet.[10]
- Tietkensia P.S.Short: Sie enthält nur eine Art:
  - Tietkensia corrickiae P.S.Short: Sie ist in Australien verbreitet.[10]
- Trichanthodium Sond. & F.Muell.: Die etwa vier Arten sind in Australien verbreitet.[7]
- Trichogyne Less. (manchmal in Ifloga Cass.[14]): Die etwa neun Arten sind in der Capensis verbreitet.
- Triptilodiscus Turcz.: Sie enthält nur eine Art:
  - Triptilodiscus pygmaeus Turcz.: Sie ist Australien verbreitet.
- Troglophyton Hilliard & B.L.Burtt: Die etwa sechs Arten sind in der Capensis verbreitet.
- Vellereophyton Hilliard & B.L.Burtt: Die etwa sieben Arten sind in der Capensis verbreitet.
- Waitzia J.C.Wendl.: Die etwa fünf Arten sind in Australien verbreitet.[10]
- Xerochrysum Tzvelev: Die etwa sechs Arten sind in Australien verbreitet. Darunter:
  - Garten-Strohblume (Xerochrysum bracteatum (Ventenat) Tzvelev): Sie wird weltweit als Zierpflanze kultiviert und ist in vielen Gebieten verwildert.